# الطواف النسائي للاتحاد الدولي لكرة المضرب – 2011 (يوليو–سبتمبر)
الطواف النسائي للاتحاد الدولي لكرة المضرب هي نسخة عام 2011 من الجولة الثانية في لعبة كرة المضرب للمحترفات. تنظمها الاتحاد الدولي لكرة المضرب وهي درجة أقل من جولة رابطة محترفات التنس. يتضمن الطواف العالمي لكرة المضرب النسائية برعاية الاتحاد الدولي لكرة المضرب بطولات بجوائز مالية تتراوح من $15،000 إلى $100،000.

## المواسم
| مواسم الطواف العالمي لكرة المضرب النسائية برعاية الاتحاد الدولي لكرة المضرب | مواسم الطواف العالمي لكرة المضرب النسائية برعاية الاتحاد الدولي لكرة المضرب | مواسم الطواف العالمي لكرة المضرب النسائية برعاية الاتحاد الدولي لكرة المضرب | مواسم الطواف العالمي لكرة المضرب النسائية برعاية الاتحاد الدولي لكرة المضرب | مواسم الطواف العالمي لكرة المضرب النسائية برعاية الاتحاد الدولي لكرة المضرب | مواسم الطواف العالمي لكرة المضرب النسائية برعاية الاتحاد الدولي لكرة المضرب | مواسم الطواف العالمي لكرة المضرب النسائية برعاية الاتحاد الدولي لكرة المضرب | مواسم الطواف العالمي لكرة المضرب النسائية برعاية الاتحاد الدولي لكرة المضرب | مواسم الطواف العالمي لكرة المضرب النسائية برعاية الاتحاد الدولي لكرة المضرب | مواسم الطواف العالمي لكرة المضرب النسائية برعاية الاتحاد الدولي لكرة المضرب |
| تسعينيات القرن العشرين                                                      | تسعينيات القرن العشرين                                                      | تسعينيات القرن العشرين                                                      | تسعينيات القرن العشرين                                                      | تسعينيات القرن العشرين                                                      | تسعينيات القرن العشرين                                                      | تسعينيات القرن العشرين                                                      | تسعينيات القرن العشرين                                                      | تسعينيات القرن العشرين                                                      | تسعينيات القرن العشرين                                                      |
| --------------------------------------------------------------------------- | --------------------------------------------------------------------------- | --------------------------------------------------------------------------- | --------------------------------------------------------------------------- | --------------------------------------------------------------------------- | --------------------------------------------------------------------------- | --------------------------------------------------------------------------- | --------------------------------------------------------------------------- | --------------------------------------------------------------------------- | --------------------------------------------------------------------------- |
| 1994                                                                        | 1995                                                                        | 1995                                                                        | 1996                                                                        | 1997                                                                        | 1998                                                                        | 1999                                                                        |                                                                             |                                                                             |                                                                             |
| العقد الأول من القرن 21                                                     |                                                                             |                                                                             |                                                                             |                                                                             |                                                                             |                                                                             |                                                                             |                                                                             |                                                                             |
| 2000                                                                        | 2001                                                                        | 2002                                                                        | 2003                                                                        | 2004                                                                        | 2005                                                                        | 2006                                                                        | 2007                                                                        | 2008 الربع الأول · الربع الثاني · الربع الثالث                              | 2009                                                                        |
| العقد الثاني من القرن 21                                                    |                                                                             |                                                                             |                                                                             |                                                                             |                                                                             |                                                                             |                                                                             |                                                                             |                                                                             |
| 2010 الربع الأول · الربع الثاني · الربع الثالث · الربع الرابع               | 2011 الربع الأول · الربع الثاني · الربع الثالث · الربع الرابع               | 2012 الربع الأول · الربع الثاني · الربع الثالث · الربع الرابع               | 2013 الربع الأول · الربع الثاني · الربع الثالث · الربع الرابع               | 2014 الربع الأول · الربع الثاني · الربع الثالث · الربع الرابع               | 2015 الربع الأول · الربع الثاني · الربع الثالث · الربع الرابع               | 2016 الربع الأول · الربع الثاني · الربع الثالث · الربع الرابع               | 2017 الربع الأول · الربع الثاني · الربع الثالث · الربع الرابع               | 2018 الربع الأول · الربع الثاني · الربع الثالث · الربع الرابع               | 2019 الربع الأول · الربع الثاني · الربع الثالث · الربع الرابع               |
| العقد الثالث من القرن 21                                                    |                                                                             |                                                                             |                                                                             |                                                                             |                                                                             |                                                                             |                                                                             |                                                                             |                                                                             |
| 2020 الربع الأول · الربع الثاني · الربع الثالث · الربع الرابع               | 2021 الربع الأول · الربع الثاني · الربع الثالث · الربع الرابع               | 2022 الربع الأول · الربع الثاني · الربع الثالث · الربع الرابع               | 2023 الربع الأول · الربع الثاني · الربع الثالث · الربع الرابع               | 2024 الربع الأول · الربع الثاني · الربع الثالث · الربع الرابع               | 2025 الربع الأول · الربع الثاني · الربع الثالث · الربع الرابع               |                                                                             |                                                                             |                                                                             |                                                                             |

## المفتاح
| الفئات      | القيمة المالية |
| بطولات W100 | $100,000       |
| بطولات W75  | $75,000        |
| بطولات W50  | $50,000        |
| بطولات W25  | $25,000        |
| بطولات W10  | $10,000        |

## يوليو
| الأسبوع  | البطولة | الفائزات                                                      | الوصيفات                                 | المتأهلات لنصف النهائي                  | المتأهلات لربع النهائي                                                          |
| -------- | --- | ------------------------------------------------------------- | ---------------------------------------- | --------------------------------------- | ------------------------------------------------------------------------------- |
| 4 يوليو  | 2011 أوبن جي دي أف سويز دي بياريتز بياريتز، فرنسا ملعب ترابي 100،000 دولار فردي – زوجي                                                          | بولين بارمنتييه 1–6، 6–4، 6–4                                 | باتريسيا ماير أخلايتنر                   | كارلا سواريز نافارو ماندي مينلا         | إيرينا بريمون Stéphanie Foretz Gacon إيدينا جالوفيتس هول ليتيسيا كوستاس         |
| 4 يوليو  | 2011 أوبن جي دي أف سويز دي بياريتز بياريتز، فرنسا ملعب ترابي 100،000 دولار فردي – زوجي                                                          | ألكسندرا بانوفا أورزولا رادفانسكا 6–2، 6–1                    | إريكا سما روكسان فيسمبيرج                | كارلا سواريز نافارو ماندي مينلا         | إيرينا بريمون Stéphanie Foretz Gacon إيدينا جالوفيتس هول ليتيسيا كوستاس         |
| 4 يوليو  | 2011 تحدي التنس الدولي واترلو، كندا ملعب ترابي 50،000 دولار فردي – زوجي                                                                         | شارون فيشمان 6–3، 4–6، 6–4                                    | جوليا بوسوروب                            | بترا رامبري تشيتشي شولت                 | أليسون ريسك شانيل سيموندز كارول تشاو تتيانا لوزانسكا                            |
| 4 يوليو  | 2011 تحدي التنس الدولي واترلو، كندا ملعب ترابي 50،000 دولار فردي – زوجي                                                                         | ألكسندرا مولر آسيا محمد 6–3، 3–6، [10–7]                      | أوجيني بوشار ميغان مولتون ليفي           | بترا رامبري تشيتشي شولت                 | أليسون ريسك شانيل سيموندز كارول تشاو تتيانا لوزانسكا                            |
| 4 يوليو  | 2011 ITF Chang تايلاند برو سيركت باتايا، تايلاند ملعب صلب $25،000 Singles – Doubles                                                             | أكيكو أومي 7–5، 6–2                                           | ساتشي إيشيزو                             | تشيه-يو هسو تشاو ييجنج                  | ميسا إجوشي لوكسيكا كومخوم وانغ كيانغ نيشا ليرتبيتاكسينتشاي                      |
| 4 يوليو  | 2011 ITF Chang تايلاند برو سيركت باتايا، تايلاند ملعب صلب $25،000 Singles – Doubles                                                             | ليانغ تشن تشاو ييجنج 6–1، 6–4                                 | يورينا كوشينو فاراتشايا وونجتينتشاي      | تشيه-يو هسو تشاو ييجنج                  | ميسا إجوشي لوكسيكا كومخوم وانغ كيانغ نيشا ليرتبيتاكسينتشاي                      |
| 4 يوليو  | 2011 تروفويل بوبتشي كرايوفا، رومانيا ملعب ترابي $25،000 Singles – Doubles                                                                       | ميهايلا بوزارنيسكو 6–2، 3–6، 6–4                              | أناليزا بونا                             | إيلينا بوغدان تينا شيتشتل               | دوروتيجا إريتش إلورا دابييا مارينا شامايكو ليو مين                              |
| 4 يوليو  | 2011 تروفويل بوبتشي كرايوفا، رومانيا ملعب ترابي $25،000 Singles – Doubles                                                                       | ديانا بوزيان دانييل هارمزن 4–6، 7–6(7–5)، [10–6]              | إيلينا بوغدان ميهايلا بوزارنيسكو         | إيلينا بوغدان تينا شيتشتل               | دوروتيجا إريتش إلورا دابييا مارينا شامايكو ليو مين                              |
| 4 يوليو  | أشافنبورغ، ألمانيا ملعب ترابي $25،000 جدول المباريات الفردية – جدول المباريات الزوجية                                                           | فلورنسيا مولينيرو 7–6(8–6)، 6–1                               | ستيفاني فوجت                             | صوفيا كوفالتس نيكولا هوفمانوفا          | آنه شيفر بيبيان ويجيرس ساندرا زانيوسكا فيرونيكا كابشاي                          |
| 4 يوليو  | أشافنبورغ، ألمانيا ملعب ترابي $25،000 جدول المباريات الفردية – جدول المباريات الزوجية                                                           | بيمرا أوزجن يوريكا سما 6–4، 7–6(7–5)                          | هانا بيرنروفا ستيفاني فوجت               | صوفيا كوفالتس نيكولا هوفمانوفا          | آنه شيفر بيبيان ويجيرس ساندرا زانيوسكا فيرونيكا كابشاي                          |
| 4 يوليو  | بلد الوليد، إسبانيا ملعب صلب $10،000 جدول المباريات الفردية – جدول المباريات الزوجية                                                            | فيكتوريا لارير 6–2، 7–6(8–6)                                  | أرانزا سالو                              | أرابيلا فرنانديز رابنر فينيسا فورلانيتو | روثيو دي لا توري سانشيز بولا رينكون أوتيرو كارولينا براتس ميلان ناتاليا أورلوفا |
| 4 يوليو  | بلد الوليد، إسبانيا ملعب صلب $10،000 جدول المباريات الفردية – جدول المباريات الزوجية                                                            | مالو إجديسجارد فيكتوريا لارير 6–0، 6–3                        | فينيسا فورلانيتو أرانزا سالو             | أرابيلا فرنانديز رابنر فينيسا فورلانيتو | روثيو دي لا توري سانشيز بولا رينكون أوتيرو كارولينا براتس ميلان ناتاليا أورلوفا |
| 4 يوليو  | بروكسل، بلجيكا ملعب ترابي $10،000 جدول المباريات الفردية – جدول المباريات الزوجية                                                               | زوزانا زلوخوفا 6–4، 6–2                                       | ماريون جود                               | كلوي باكيوت مارينا ميلنيكوفا            | مارتينا بوريشكا نيكوليت فان أوترت فيرونيكا دوماغالا نيكي فان دايك               |
| 4 يوليو  | بروكسل، بلجيكا ملعب ترابي $10،000 جدول المباريات الفردية – جدول المباريات الزوجية                                                               | مارسيلا كوك ايفا واكانو 7–5، 3–6، [10–5]                      | إلس كالينز نانسي فيبر                    | كلوي باكيوت مارينا ميلنيكوفا            | مارتينا بوريشكا نيكوليت فان أوترت فيرونيكا دوماغالا نيكي فان دايك               |
| 4 يوليو  | بروكبلجي، صربيا ملعب ترابي $10،000 جدول المباريات الفردية – جدول المباريات الزوجية                                                              | يوفانا جاكسيك 6–2، 6–3                                        | سوفيا سوزاني                             | جوليا ستاماتوفا ساشكا جفريلوسكا         | زوزانا لينهوفا بولونا ريبرشاك داليا زافيروفا إيزابيلا شنيكوفا                   |
| 4 يوليو  | بروكبلجي، صربيا ملعب ترابي $10،000 جدول المباريات الفردية – جدول المباريات الزوجية                                                              | بولونا ريبرشاك سوفيا سوزاني 6–2، 4–6، [10–5]                  | كلاوديا اناشي كاثارينا نيجرين            | جوليا ستاماتوفا ساشكا جفريلوسكا         | زوزانا لينهوفا بولونا ريبرشاك داليا زافيروفا إيزابيلا شنيكوفا                   |
| 4 يوليو  | تورينو، إيطاليا ملعب ترابي $10،000 جدول المباريات الفردية – جدول المباريات الزوجية                                                              | إيريس خانة 7–6(7–4)، 5–7، 7–5                                 | أليس موروني                              | فديريكا كويرشيا بينيديتا دافاتو         | ستيفانيا تشيبا باولا سيجوي فديريكا دي سارا مارتينا كاريجارو                     |
| 4 يوليو  | تورينو، إيطاليا ملعب ترابي $10،000 جدول المباريات الفردية – جدول المباريات الزوجية                                                              | بينيديتا دافاتو فالنتينا سولبيزيو 6–4، 6–3                    | يوكا هيغوتشي كاوري أونيشي                | فديريكا كويرشيا بينيديتا دافاتو         | ستيفانيا تشيبا باولا سيجوي فديريكا دي سارا مارتينا كاريجارو                     |
| 4 يوليو  | إزمير، تركيا ملعب ترابي $10،000 جدول المباريات الفردية – جدول المباريات الزوجية                                                                 | ألكساندرينا نايدينوفا 6–4، 6–3                                | داريا ميرونوفا                           | هوليا إيسن مانو أركانجيولي              | آغني ستيفانيو يوجينيا باشكوفا إيما فلود مونيكا شيريلوفا                         |
| 4 يوليو  | إزمير، تركيا ملعب ترابي $10،000 جدول المباريات الفردية – جدول المباريات الزوجية                                                                 | ماريا موخ أناستاسيا موخاميتوفا 6–1، 6–3                       | ألكسندرا رومانوفا مونيكا توموفا          | هوليا إيسن مانو أركانجيولي              | آغني ستيفانيو يوجينيا باشكوفا إيما فلود مونيكا شيريلوفا                         |
| 4 يوليو  | هافانا، كوبا ملعب صلب $10،000 جدول المباريات الفردية – جدول المباريات الزوجية                                                                   | ماكيهو كوزاوا 6–1، 6–1                                        | ميسليديس دياز غونزاليس                   | ياسمين لادورنر جينين برينتنر            | بياتريز فلوريس نازاري أوربينا ساشا خبيبولينا نيكولا جورج                        |
| 4 يوليو  | هافانا، كوبا ملعب صلب $10،000 جدول المباريات الفردية – جدول المباريات الزوجية                                                                   | ميسليديس دياز غونزاليس ياميلي فورس غويرا 6–4، 6–1             | نيكولا جورج جينين برينتنر                | ياسمين لادورنر جينين برينتنر            | بياتريز فلوريس نازاري أوربينا ساشا خبيبولينا نيكولا جورج                        |
| 4 يوليو  | سراييفو، البوسنة والهرسك ملعب ترابي $10،000 جدول المباريات الفردية – جدول المباريات الزوجية                                                     | مارتينا كوبيشيكوفا 3–6، 7–5، 6–0                              | سيمونا دوبرا                             | جاسمينا كاجتازوفيتش برناردا بيرا        | إيما بوليتش أزرا هاجيتش إيما ميكولتشيتش ألريكك إيكري                            |
| 4 يوليو  | سراييفو، البوسنة والهرسك ملعب ترابي $10،000 جدول المباريات الفردية – جدول المباريات الزوجية                                                     | سيمونا دوبرا مارتينا كوبيشيكوفا 6–2، 6–1                      | تشيلا أرجيلان ألريكك إيكري               | جاسمينا كاجتازوفيتش برناردا بيرا        | إيما بوليتش أزرا هاجيتش إيما ميكولتشيتش ألريكك إيكري                            |
| 11 يوليو | 2011 مفتوح 88 كونتركسفيل كونتركسفيل، فرنسا ملعب ترابي $50،000 فردي – زوجي                                                                       | إيرينا بريمون 6–4، 6–7(1–7)، 6–2                              | ستيفاني فورتز جاكون                      | ريناتا فوراكوفا إيدينا جالوفيتس هول     | أرانتشا روس إريكا سما نينا تساندر أورزولا رادفانسكا                             |
| 11 يوليو | 2011 مفتوح 88 كونتركسفيل كونتركسفيل، فرنسا ملعب ترابي $50،000 فردي – زوجي                                                                       | فالنتينا إيفاخنينكو كاتيرينا كوزلوفا 2–6، 5–7، [12–10]        | إريكا سما روكسان فيسمبيرج                | ريناتا فوراكوفا إيدينا جالوفيتس هول     | أرانتشا روس إريكا سما نينا تساندر أورزولا رادفانسكا                             |
| 11 يوليو | 2011 إنترنازيونالي دي إيمولا إيمولا، إيطاليا أرضية عشبية $25،000 فردي – زوجي                                                                    | جوليا جاتو مونتيكوني 1–6، 3–6                                 | فيديريكا كيرشا                           | ماغالي دي لاتر ميلانا سبريمو            | مارينا أبراموفيتش (تنس) سكارليت ويرنر فرانشيسكا بالميجيانو جوستينا ججيولكا      |
| 11 يوليو | 2011 إنترنازيونالي دي إيمولا إيمولا، إيطاليا أرضية عشبية $25،000 فردي – زوجي                                                                    | جوليا جاتو مونتيكوني فيديريكا كيرشا انسحاب                    | يوليانا ليزارازو سكارليت ويرنر           | ماغالي دي لاتر ميلانا سبريمو            | مارينا أبراموفيتش (تنس) سكارليت ويرنر فرانشيسكا بالميجيانو جوستينا ججيولكا      |
| 11 يوليو | دارمشتات، ألمانيا ملعب ترابي $25،000 جدول المباريات الفردية – جدول المباريات الزوجية                                                            | ماندي مينلا 6–7(7–5)، 2–6                                     | كارولينا بلسكوفا                         | يوليا ليزا آنيكا بيك                    | زينيا كنول فيرونيكا كابشاي زوزانا زلوخوفا زوزانا زلابسكا                        |
| 11 يوليو | دارمشتات، ألمانيا ملعب ترابي $25،000 جدول المباريات الفردية – جدول المباريات الزوجية                                                            | ناتيلا دزالاميدزه آنا زيا 7–5، 2–6، [10–6]                    | هانا بيرنروفا كارولينا بلسكوفا           | يوليا ليزا آنيكا بيك                    | زينيا كنول فيرونيكا كابشاي زوزانا زلوخوفا زوزانا زلابسكا                        |
| 11 يوليو | 2011 ايغون جي بي برو سيريس فوكسهيلز فوكسهيلز بووكينغ، المملكة المتحدة ملعب صلب $25،000 Singles – Doubles                                        | جوانا كونتا 6–4، 1–1، انسحاب.                                 | لورا روبسون                              | فيتاليا دياتشينكو لينا ستانسيوت         | مارتا سيروتكينا ميلاني ساوث كاتالينا بيلا تارا مور                              |
| 11 يوليو | 2011 ايغون جي بي برو سيريس فوكسهيلز فوكسهيلز بووكينغ، المملكة المتحدة ملعب صلب $25،000 Singles – Doubles                                        | جولي كوين إيفا هردينوفا 6–1، 3–6، [10–8]                      | إيما لين ميلاني ساوث                     | فيتاليا دياتشينكو لينا ستانسيوت         | مارتا سيروتكينا ميلاني ساوث كاتالينا بيلا تارا مور                              |
| 11 يوليو | 2011 زويفغم ليديز أوبن زويفغم، بلجيكا ملعب ترابي $25،000 Singles – Doubles                                                                      | ميهايلا بوزارنيسكو 3–6، 6–2، 6–4                              | بيبيان ويجيرس                            | يوريكا سما إيكاترينا بيشكوفا            | منى بارثل ميرتل جورج لينكا وينروفا فلورنسيا مولينيرو                            |
| 11 يوليو | 2011 زويفغم ليديز أوبن زويفغم، بلجيكا ملعب ترابي $25،000 Singles – Doubles                                                                      | لينكا وينروفا مارينا زانيفسكا 6–4، 3–6، [10–7]                | كيم كيلسدونك نيكوليت فان ويترت           | يوريكا سما إيكاترينا بيشكوفا            | منى بارثل ميرتل جورج لينكا وينروفا فلورنسيا مولينيرو                            |
| 11 يوليو | كاسيريس، إسبانيا ملعب صلب 25٬000 دولار جدول المباريات الفردية – جدول المباريات الزوجية                                                          | غاربيني موغوروزا 6–4، 6–3                                     | تشالا بويوكاكاتشاي                       | ريتشل هوجينكامب ماريا جواو كوهلر        | ألكسندرا بانوفا مارينا جيرال لوريس ساندرا سولير-سولا ديسبينا باباميتشايل        |
| 11 يوليو | كاسيريس، إسبانيا ملعب صلب 25٬000 دولار جدول المباريات الفردية – جدول المباريات الزوجية                                                          | ريتشل هوجينكامب ماريا جواو كوهلر 6–4، 6–4                     | فيكتوريا لارير إيرينا بافلوفيتش          | ريتشل هوجينكامب ماريا جواو كوهلر        | ألكسندرا بانوفا مارينا جيرال لوريس ساندرا سولير-سولا ديسبينا باباميتشايل        |
| 11 يوليو | 2011 Challenger Banque Nationale de Granby جرانبي، كندا ملعب صلب 25٬000 دولار فردي – زوجي                                                       | ستيفاني دوبوا 6–2، 2–6، 6–1                                   | تشانغ لينغ                               | جوليا غلوشكو تتيانا لوزانسكا            | هسو وين-هسين شارون فيشمان جنيفر إيلي سان شنجنان                                 |
| 11 يوليو | 2011 Challenger Banque Nationale de Granby جرانبي، كندا ملعب صلب 25٬000 دولار فردي – زوجي                                                       | شارون فيشمان سان شنجنان 6–4، 6–2                              | فيكتورييا كيسيالييفا ناثاليا روسي        | جوليا غلوشكو تتيانا لوزانسكا            | هسو وين-هسين شارون فيشمان جنيفر إيلي سان شنجنان                                 |
| 11 يوليو | إزمير، تركيا ملعب ترابي $10،000 جدول المباريات الفردية – جدول المباريات الزوجية                                                                 | آنا بوغدان 6–1، 6–2                                           | ألكساندرينا نايدينوفا                    | ماريا موخ كسينيا كيريلوفا               | سارا إيتشل ميليس سيزر جوليا ستاماتوفا لوي برويلو                                |
| 11 يوليو | إزمير، تركيا ملعب ترابي $10،000 جدول المباريات الفردية – جدول المباريات الزوجية                                                                 | يلينا كوليكوفا يوجينيا باشكوفا 6–4، 6–3                       | كسينيا كيريلوفا آنا بيفين                | ماريا موخ كسينيا كيريلوفا               | سارا إيتشل ميليس سيزر جوليا ستاماتوفا لوي برويلو                                |
| 11 يوليو | ياش، رومانيا ملعب ترابي $10،000 جدول المباريات الفردية – جدول المباريات الزوجية                                                                 | ديانا بوزيان 7–6(11–9)، 6–2                                   | دانييل هارمسن                            | أندريا فيديانو كاميليا هريستيا          | كريستينا أداميسكو إلينا-ثيودورا كادار ليو مين ليسان فان رييت                    |
| 11 يوليو | ياش، رومانيا ملعب ترابي $10،000 جدول المباريات الفردية – جدول المباريات الزوجية                                                                 | ديانا بوزيان دانييل هارمسن 6–4، 6–1                           | يونيل-أندريا أيوبا أندريا فيديانو        | أندريا فيديانو كاميليا هريستيا          | كريستينا أداميسكو إلينا-ثيودورا كادار ليو مين ليسان فان رييت                    |
| 11 يوليو | طنجة، المغرب ملعب ترابي $10،000 جدول المباريات الفردية – جدول المباريات الزوجية                                                                 | زيمينا هيرموسو 6–1، 7–6(7–5)                                  | فاطمة العلمي                             | باربارا لوز أليس تيسيت                  | شيلا سولسونا كاركاسونا أليكس كولومبون أماندين كازو ليندا ماير                   |
| 11 يوليو | طنجة، المغرب ملعب ترابي $10،000 جدول المباريات الفردية – جدول المباريات الزوجية                                                                 | فاطمة العلمي آنا مورجينا 3–6، 6–4، [10–6]                     | آنا أغامنون ليندا ماير                   | باربارا لوز أليس تيسيت                  | شيلا سولسونا كاركاسونا أليكس كولومبون أماندين كازو ليندا ماير                   |
| 11 يوليو | أتلانتا، الولايات المتحدة ملعب صلب $10،000 جدول المباريات الفردية – جدول المباريات الزوجية                                                      | لورين ديفيس 1–6، 6–2، 6–2                                     | ألكسيس كينغ                              | لورين إمبري تايلور تاونسيند             | تشاو دي أماندا مكدويل أنجلينا جابويفا هايلي كارتر                               |
| 11 يوليو | أتلانتا، الولايات المتحدة ملعب صلب $10،000 جدول المباريات الفردية – جدول المباريات الزوجية                                                      | ألكسندرا سيركوني ناتالي بلوسكوتا 7–5، 4–6، [10–8]             | ألكسندرا هيرش أماندا مكدويل              | لورين إمبري تايلور تاونسيند             | تشاو دي أماندا مكدويل أنجلينا جابويفا هايلي كارتر                               |
| 11 يوليو | 2011 أوبن سيجوروس بوليفار بوغوتا، كولومبيا ملعب ترابي 25،000 دولار أمريكي فردي – زوجي                                                           | ماريانا دوكي 7–6(8–6)، 4–6، 6–3                               | ماريا فرناندا ألفاريز تيران              | أندريا غاميز ساتشيا فيكري               | جوليا كوهين أندريا كوخ بنفنوتو كارين كاستيبلانكو أدريانا بيريز                  |
| 11 يوليو | 2011 أوبن سيجوروس بوليفار بوغوتا، كولومبيا ملعب ترابي 25،000 دولار أمريكي فردي – زوجي                                                           | أندريا غاميز أدريانا بيريز 6–3، 6–4                           | جوليا كوهين أندريا كوخ بنفنوتو           | أندريا غاميز ساتشيا فيكري               | جوليا كوهين أندريا كوخ بنفنوتو كارين كاستيبلانكو أدريانا بيريز                  |
| 18 يوليو | 2011 ITF Roller Open بيتانج، لوكسمبورغ ملعب ترابي $100٬000 فردي – زوجي                                                                          | ماتيلد يوهانسون 7–5، 6–3                                      | بيترا سيتكوفسكا                          | إيفيتا بينيسوفا جوانا لارسون (تنس)      | إيفا بيرنروفا أكجول أمانمورادوف ماجدا لينيت كريستينا بارويس                     |
| 18 يوليو | 2011 ITF Roller Open بيتانج، لوكسمبورغ ملعب ترابي $100٬000 فردي – زوجي                                                                          | جوانا لارسون (تنس) جازمين ووهر 7–6(7–2)، 6–4                  | كريستينا بارويس آنا لينا غرونفيلد        | إيفيتا بينيسوفا جوانا لارسون (تنس)      | إيفا بيرنروفا أكجول أمانمورادوف ماجدا لينيت كريستينا بارويس                     |
| 18 يوليو | 2011 Fifth Third Bank Tennis Championships ليكسينغتون، الولايات المتحدة ملعب صلب $50٬000 فردي – زوجي                                            | تشيشي شول 6–1، 6–1                                            | أماندا فينك                              | تشانغ لينغ لورين ديفيس                  | شانيل سيموندز إيكو ناكامورا تتيانا لوزانسكا أليسون ريسك                         |
| 18 يوليو | 2011 Fifth Third Bank Tennis Championships ليكسينغتون، الولايات المتحدة ملعب صلب $50٬000 فردي – زوجي                                            | تامارين هندلر تشيشي شول 7–6(11–9)، 3–6، [10–7]                | ليندساي لي ووترز ميغان مولتون ليفي       | تشانغ لينغ لورين ديفيس                  | شانيل سيموندز إيكو ناكامورا تتيانا لوزانسكا أليسون ريسك                         |
| 18 يوليو | 2011 Open GDF Suez des Contamines Montjoie [open gdf suez des contamines-montjoie 2011] لو كوتامينز-مونتجوي، فرنسا ملعب صلب $25٬000 فردي – زوجي | كلير فويرشتاين 7–6(7–4)، 2–6، 7–6(7–2)                        | أناييس لاوريندون                         | إيزابيلا شنيكوفا جولي كوين              | مارينا أبراموفيتش (تنس) أمرا ساديكوفيتش آنا فرلجيتش باتريتسيا ساندوسكا          |
| 18 يوليو | 2011 Open GDF Suez des Contamines Montjoie [open gdf suez des contamines-montjoie 2011] لو كوتامينز-مونتجوي، فرنسا ملعب صلب $25٬000 فردي – زوجي | جولي كوين إيفا هردينوفا 6–3، 6–2                              | مارينا أبراموفيتش (تنس) نيكول كليريكو    | إيزابيلا شنيكوفا جولي كوين              | مارينا أبراموفيتش (تنس) أمرا ساديكوفيتش آنا فرلجيتش باتريتسيا ساندوسكا          |
| 18 يوليو | 2011 كأس يشيليورت للتنس سامسون، تركيا ملعب صلب $25،000 فردي – زوجي                                                                              | يوليا بوتنتسيفا 7–6(8–6)، 6–2                                 | مارتا دوماتشوسكا                         | نادية لالامي ديا إفتيموفا               | كاتيا ميلس تادجا ماجريتش ألكساندرينا نايدينوفا بيمرا أوزجن                      |
| 18 يوليو | 2011 كأس يشيليورت للتنس سامسون، تركيا ملعب صلب $25،000 فردي – زوجي                                                                              | ميهايلا بوزارنيسكو تادجا ماجريتش 6–1، 6–4                     | تشالا بويوكاكاتشاي بيمرا أوزجن           | نادية لالامي ديا إفتيموفا               | كاتيا ميلس تادجا ماجريتش ألكساندرينا نايدينوفا بيمرا أوزجن                      |
| 18 يوليو | 2011 بطولة إيغون جي بي برو سيريس ريكسهام ريكسهام، المملكة المتحدة ملعب صلب $25،000 فردي – زوجي                                                  | سارة غرونرت 6–4، 6–4                                          | لينكا وينروفا                            | لينا ستانتشيوتي مارتا سيروتكينا         | غاربيني موغوروزا ميلاني ساوث لوسي براون شيهو أكيتا                              |
| 18 يوليو | 2011 بطولة إيغون جي بي برو سيريس ريكسهام ريكسهام، المملكة المتحدة ملعب صلب $25،000 فردي – زوجي                                                  | آنا فيتزباتريك جيد ويندلي 6–2، 4–6، [10–3]                    | ميلاني ساوث لينكا وينروفا                | لينا ستانتشيوتي مارتا سيروتكينا         | غاربيني موغوروزا ميلاني ساوث لوسي براون شيهو أكيتا                              |
| 18 يوليو | لا كرونيا، إسبانيا ملعب صلب $25،000 جدول المباريات الفردية – جدول المباريات الزوجية                                                             | غيل برودسكي 6–3، 6–4                                          | ألكسندرا بانوفا                          | ليتيسيا كوستاس تيميا بابوش              | ماريا جواو كوهلر فيكتوريا لارير ديسبينا باباميتشايل إيرينا بافلوفيتش            |
| 18 يوليو | لا كرونيا، إسبانيا ملعب صلب $25،000 جدول المباريات الفردية – جدول المباريات الزوجية                                                             | تيميا بابوش فيكتوريا لارير 7–5، 6–3                           | ليتيسيا كوستاس إينيس فيرير سواريز        | ليتيسيا كوستاس تيميا بابوش              | ماريا جواو كوهلر فيكتوريا لارير ديسبينا باباميتشايل إيرينا بافلوفيتش            |
| 18 يوليو | فيزيربا، إيطاليا ملعب ترابي $10،000 جدول المباريات الفردية – جدول المباريات الزوجية                                                             | كارولينا بيلوت 6–4، 6–4                                       | إيريكا زانكيتا                           | سيلفيا ألبانو أغنيزي زوتشيني            | كارولينا أورسي نيكولا فاجدوفا كليليا ميلينا ليزا سابينو                         |
| 18 يوليو | فيزيربا، إيطاليا ملعب ترابي $10،000 جدول المباريات الفردية – جدول المباريات الزوجية                                                             | يورينا كوشينو كاوري أونيتشي 6–2، 3–6، [10–6]                  | يوكا هيجوتشي هيرونو واتانابي             | سيلفيا ألبانو أغنيزي زوتشيني            | كارولينا أورسي نيكولا فاجدوفا كليليا ميلينا ليزا سابينو                         |
| 18 يوليو | كنوكه، بلجيكا ملعب ترابي $10،000 جدول المباريات الفردية – جدول المباريات الزوجية                                                                | سينا كايسر 6–3، 6–0                                           | إيفا واكانو                              | أماندين هيس ديناه بفيزينماير            | مونيكا توموفا ديمي شورس بيرميت دوفانايفا نيكي فان دايك                          |
| 18 يوليو | كنوكه، بلجيكا ملعب ترابي $10،000 جدول المباريات الفردية – جدول المباريات الزوجية                                                                | ميكائيلا بوف مارسيللا كويك 6–2، 7–6(7–3)                      | كاثارينا هوليرت مونيكا توموفا            | أماندين هيس ديناه بفيزينماير            | مونيكا توموفا ديمي شورس بيرميت دوفانايفا نيكي فان دايك                          |
| 18 يوليو | هورب، ألمانيا ملعب ترابي $10،000 جدول المباريات الفردية – جدول المباريات الزوجية                                                                | باولا كانيا 4–6، 6–4، 7–5                                     | كارينا ويثوفت                            | تيريزا ماليكوفا ديانا شوموفا            | كاتارزينا كاوا كاتيرينا أفديينكو إيريس كانا ميرتل جورج                          |
| 18 يوليو | هورب، ألمانيا ملعب ترابي $10،000 جدول المباريات الفردية – جدول المباريات الزوجية                                                                | باولا كانيا كاتارزينا كاوا 1–6، 6–3، [10–2]                   | فاسيليسا بولجاكوفا كريستينا شاكوفيتس     | تيريزا ماليكوفا ديانا شوموفا            | كاتارزينا كاوا كاتيرينا أفديينكو إيريس كانا ميرتل جورج                          |
| 18 يوليو | الدار البيضاء، المغرب ملعب ترابي $10،000 جدول المباريات الفردية – جدول المباريات الزوجية                                                        | إيفون كافاليه ريميرس 7–5، 4–6، 6–3                            | زيمينا هيرموسو                           | كانامي تسوجي أليكس كولومبون             | فاطمة العلمي أيدا مارتينيز سانخوان أغاتا بارانسكا فالنتين كونفالوينياريي        |
| 18 يوليو | الدار البيضاء، المغرب ملعب ترابي $10،000 جدول المباريات الفردية – جدول المباريات الزوجية                                                        | نور عباس أغاتا بارانسكا 6–4، 6–2                              | زيمينا هيرموسو إيفيت لوبيز               | كانامي تسوجي أليكس كولومبون             | فاطمة العلمي أيدا مارتينيز سانخوان أغاتا بارانسكا فالنتين كونفالوينياريي        |
| 18 يوليو | إيفانسفيل، الولايات المتحدة ملعب صلب $10،000 جدول المباريات الفردية – جدول المباريات الزوجية                                                    | إليزابيث فيريس 6–2، 6–1                                       | نيكول ميليشار                            | ماي مينوكوشي مايو هيبي                  | جاكلين وو سابرينا سانتاماريا كايل ماكفيلبس دايانا نيغرينو                       |
| 18 يوليو | إيفانسفيل، الولايات المتحدة ملعب صلب $10،000 جدول المباريات الفردية – جدول المباريات الزوجية                                                    | برين بورين سابرينا سانتاماريا 6–4، 4–6، [11–9]                | ناديا إجيفيريا ألام إليزابيث فيريس       | ماي مينوكوشي مايو هيبي                  | جاكلين وو سابرينا سانتاماريا كايل ماكفيلبس دايانا نيغرينو                       |
| 18 يوليو | ريبيراو بريتو، البرازيل ملعب ترابي $10،000 جدول المباريات الفردية – جدول المباريات الزوجية                                                      | أندريا كوخ بنفنوتو 6–2، 6–2                                   | فيفيان سغنيني                            | باولا كريستينا غونسالفيس فيرنندا فاريا  | ناثالي كوراتا أندريا بينيتيز فلافيا غيماريس بوينو غابرييلا سي                   |
| 18 يوليو | ريبيراو بريتو، البرازيل ملعب ترابي $10،000 جدول المباريات الفردية – جدول المباريات الزوجية                                                      | فيرنندا فاريا باولا كريستينا غونسالفيس 2–6، 6–2، [10–6]       | أندريا بينيتيز راكيل بيلتشر              | باولا كريستينا غونسالفيس فيرنندا فاريا  | ناثالي كوراتا أندريا بينيتيز فلافيا غيماريس بوينو غابرييلا سي                   |
| 18 يوليو | 2011 بطولة بي سي آر المفتوحة للسيدات بوخارست، رومانيا ملعب ترابي $100،000+H فردي – زوجي                                                         | ايرينا كاميليا باغو 6–3، 7–5                                  | لورا بوس تيو                             | سيمونا هاليب كارلا سواريز نافارو        | ألكسندرا كادانتو سورانا كريستيا كيكي بيرتينس ماريا إلينا كاميرين                |
| 18 يوليو | 2011 بطولة بي سي آر المفتوحة للسيدات بوخارست، رومانيا ملعب ترابي $100،000+H فردي – زوجي                                                         | ايرينا كاميليا باغو إيلينا بوغدان 6–7(1–7)، 7–6(7–4)، [16–14] | ماريا إلينا كاميرين إيبك شينغولو         | سيمونا هاليب كارلا سواريز نافارو        | ألكسندرا كادانتو سورانا كريستيا كيكي بيرتينس ماريا إلينا كاميرين                |
| 25 يوليو | 2011 كأس ITS أولوموتس، جمهورية التشيك ملعب ترابي $50،000 فردي – زوجي                                                                            | ناستاسيا بيرنيت 6–1، 6–3                                      | إيفا بيرنروفا                            | يوليا بيجيلزيمير ناستجا كولار           | إليتسا كوستوفا ريناتا فوراكوفا ستيفاني فوجيلي ألكساندرا كادانتسو                |
| 25 يوليو | 2011 كأس ITS أولوموتس، جمهورية التشيك ملعب ترابي $50،000 فردي – زوجي                                                                            | ميكايلا كرايتشيك ريناتا فوراكوفا 7–5، 6–4                     | يوليا بيجيلزيمير إيلينا بوغدان           | يوليا بيجيلزيمير ناستجا كولار           | إليتسا كوستوفا ريناتا فوراكوفا ستيفاني فوجيلي ألكساندرا كادانتسو                |
| 25 يوليو | فيغو، إسبانيا ملعب صلب $25،000 جدول المباريات الفردية – جدول المباريات الزوجية                                                                  | إيرينا بريمون 7–6(7–3)، 1–6، 7–6(7–3)                         | جولي كوين                                | ميسا إجوشي ju ليتيسيا كوستاس            | مارينا جيرال لوريس ماريا جواو كوهلر ريتشل هوجينكامب فينيسا فورلانيتو            |
| 25 يوليو | فيغو، إسبانيا ملعب صلب $25،000 جدول المباريات الفردية – جدول المباريات الزوجية                                                                  | كلوديا جيوفين جوستين أوزجا 6–1، 6–3                           | فينيسا فورلانيتو أرانزا سالو             | ميسا إجوشي ju ليتيسيا كوستاس            | مارينا جيرال لوريس ماريا جواو كوهلر ريتشل هوجينكامب فينيسا فورلانيتو            |
| 25 يوليو | 2011 كنول أوبن باد زاولغاو، ألمانيا ملعب ترابي $25،000 فردي – زوجي                                                                              | إيوانا رالوكا أولارو 3–6، 6–3، 7–5                            | تاتيانا مالك                             | لورا سيجموند لينكا جريكوفا              | ميرفانا يوجيتش سالكيتش أناستازيا جريمالسكا زوزانا لوكناروفا أوكسانا ليوبتسوفا   |
| 25 يوليو | 2011 كنول أوبن باد زاولغاو، ألمانيا ملعب ترابي $25،000 فردي – زوجي                                                                              | مارينا أبراموفيتش (تنس) نيكول كليريكو 6–3، 5–7، [10–7]        | كاتالينا كاستانيو ماريانا دوكي           | لورا سيجموند لينكا جريكوفا              | ميرفانا يوجيتش سالكيتش أناستازيا جريمالسكا زوزانا لوكناروفا أوكسانا ليوبتسوفا   |
| 25 يوليو | 2011 ماستركارد تنس كاب كامبوس دو جورداو، البرازيل ملعب صلب $25،000 فردي – زوجي                                                                  | فيرونيكا سبيد رويج 7–6(7–4)، 7–5                              | أدريانا بيريز                            | فيفيان سغنيني أندريا غاميز              | آنا كلارا دوارتي أندريا بينيتيز أندريا كوخ بنفنوتو روكسان فيسمبيرج              |
| 25 يوليو | 2011 ماستركارد تنس كاب كامبوس دو جورداو، البرازيل ملعب صلب $25،000 فردي – زوجي                                                                  | فرناندا هرمنغيلدو تيليانا بيريرا 3–6، 7–6(7–5)، [11–9]        | ماريا فرناندا ألفيس روكسان فيسمبيرج      | فيفيان سغنيني أندريا غاميز              | آنا كلارا دوارتي أندريا بينيتيز أندريا كوخ بنفنوتو روكسان فيسمبيرج              |
| 25 يوليو | فرغانة، أوزبكستان ملعب صلب $25،000 جدول المباريات الفردية – جدول المباريات الزوجية                                                              | أيو فاني دامايانتي 6–3، 6–4                                   | هيش سو وي                                | كارولين غارسيا نيجينا أبدوريموفا        | ماري تاناكا شيهو أكيتا إريكا تاكاو جيسي رومبيس                                  |
| 25 يوليو | فرغانة، أوزبكستان ملعب صلب $25،000 جدول المباريات الفردية – جدول المباريات الزوجية                                                              | نيجينا أبدوريموفا ألبينا خابيبولينا 6–3، 6–3                  | إليزافيتا نيمتشينوف أناستاسيا برنكو      | كارولين غارسيا نيجينا أبدوريموفا        | ماري تاناكا شيهو أكيتا إريكا تاكاو جيسي رومبيس                                  |
| 25 يوليو | تشيسوك، المملكة المتحدة ملعب صلب $10،000 جدول المباريات الفردية – جدول المباريات الزوجية                                                        | دونا فيكك 3–6، 6–3، 6–3                                       | بوجانا بوبوسيك                           | كورين ليموين كاترين كرابر وفا           | جيد ويندلي سامانثا فيكرز إيرينا رامياليسون مارجيت رتل                           |
| 25 يوليو | تشيسوك، المملكة المتحدة ملعب صلب $10،000 جدول المباريات الفردية – جدول المباريات الزوجية                                                        | سامانثا موري جيد ويندلي 6–4، 6–4                              | لوسي براون فرانسيسكا ستيفنسون            | كورين ليموين كاترين كرابر وفا           | جيد ويندلي سامانثا فيكرز إيرينا رامياليسون مارجيت رتل                           |
| 25 يوليو | باد فالتردورف، النمسا ملعب ترابي $10،000 جدول المباريات الفردية – جدول المباريات الزوجية                                                        | فيكتوريا كان 7–6(7–3)، 6–1                                    | كاترين فانكوفا                           | زوفيا ميكو آنا ماريا هايل               | جوليا باسيني جاسمن شتاينهير إيريس خانة جانين برنتنر                             |
| 25 يوليو | باد فالتردورف، النمسا ملعب ترابي $10،000 جدول المباريات الفردية – جدول المباريات الزوجية                                                        | ساندرا مارتينوفيتش كاترين فانكوفا 6–3، 3–6، [10–8]            | بيا كونينغ إيفون نويورث                  | زوفيا ميكو آنا ماريا هايل               | جوليا باسيني جاسمن شتاينهير إيريس خانة جانين برنتنر                             |
| 25 يوليو | باليتش، صربيا ملعب ترابي $10،000 جدول المباريات الفردية – جدول المباريات الزوجية                                                                | سابينا كوربانوفا 1–6، 7–6(7–5)، 6–3                           | دانا ماشالكوفا                           | ناتاليا كولات دونيا شنكيتش              | جوليا ستاماتوفا ناتاشا زوريتش لوتشي كريجسمانوفا تيريزا ماليكوفا                 |
| 25 يوليو | باليتش، صربيا ملعب ترابي $10،000 جدول المباريات الفردية – جدول المباريات الزوجية                                                                | أولغا بروزدا ناتاليا كولات 6–2، 6–3                           | كارينا جويا داليا زافيروفا               | ناتاليا كولات دونيا شنكيتش              | جوليا ستاماتوفا ناتاشا زوريتش لوتشي كريجسمانوفا تيريزا ماليكوفا                 |
| 25 يوليو | مسيك، بلجيكا ملعب صلب $10،000 جدول المباريات الفردية – جدول المباريات الزوجية                                                                   | نيكوليت فان اويتيرت 6–4، 1–0، انسحاب                          | كارولينا ولوداركزاك                      | إلين بويكنز نيكي فان دايك               | مارتينا جليداتشيفا كاميلا كيريمبايفا كاثرينا هولرت لوسيا بوتكوفسكا              |
| 25 يوليو | مسيك، بلجيكا ملعب صلب $10،000 جدول المباريات الفردية – جدول المباريات الزوجية                                                                   | مارسيلا كوك إيفا واكانو 7–5، 6–1                              | كيم كيلسدونك نيكوليت فان اويتيرت         | إلين بويكنز نيكي فان دايك               | مارتينا جليداتشيفا كاميلا كيريمبايفا كاثرينا هولرت لوسيا بوتكوفسكا              |
| 25 يوليو | تامبيري، فنلندا ملعب ترابي $10،000 جدول المباريات الفردية – جدول المباريات الزوجية                                                              | بيا سومالينين 7–5، 6–0                                        | ديناه بفيزينماير                         | إيما لين داريا ميرونوفا                 | أماندين هيس إيفيلينا فيرتانين جوليا فاليتوفا أنيت كونتافيت                      |
| 25 يوليو | تامبيري، فنلندا ملعب ترابي $10،000 جدول المباريات الفردية – جدول المباريات الزوجية                                                              | ليا كاوكوكين بولينا فينوغرادوفا 7–5، 7–6(8–6)                 | يانينا دارشينا ليوبوف فاسيلييفا          | إيما لين داريا ميرونوفا                 | أماندين هيس إيفيلينا فيرتانين جوليا فاليتوفا أنيت كونتافيت                      |
| 25 يوليو | سانت جوزيف، ميزوري، الولايات المتحدة ملعب صلب $10،000 جدول المباريات الفردية – جدول المباريات الزوجية                                           | أماندا مكدوال 6–0، 6–1                                        | دينيس موريسان                            | ناتالي بلوسكوتا رومانا تيدجاكوسوما      | ماي مينوكوشي إليزابيث فيريس وين شين يوكي تاناكا                                 |
| 25 يوليو | سانت جوزيف، ميزوري، الولايات المتحدة ملعب صلب $10،000 جدول المباريات الفردية – جدول المباريات الزوجية                                           | يونا ألين جيسيكا رولاند-روساريو 2–6، 6–2، [10–5]              | باولينا بيغوس إيرين كلارك                | ناتالي بلوسكوتا رومانا تيدجاكوسوما      | ماي مينوكوشي إليزابيث فيريس وين شين يوكي تاناكا                                 |
| 25 يوليو | الجديدة (المغرب)، المغرب ملعب ترابي $10،000 جدول المباريات الفردية – جدول المباريات الزوجية                                                     | إيفون كافالي رييميرس 6–1، 6–0                                 | سيبيل جوفين                              | ألينا تاراسوفا نور عباس                 | آنا مورجينا شيلا سولسونا كاركاسونا فرانشيسكا ماتسالي أغاتا بارانسكا             |
| 25 يوليو | الجديدة (المغرب)، المغرب ملعب ترابي $10،000 جدول المباريات الفردية – جدول المباريات الزوجية                                                     | كارولينا براتس ميان شيلا سولسونا كاركاسونا 6–2، 6–1           | إيفون كافالي رييمرز آنا مونتسيرات سانشيز | ألينا تاراسوفا نور عباس                 | آنا مورجينا شيلا سولسونا كاركاسونا فرانشيسكا ماتسالي أغاتا بارانسكا             |
| 25 يوليو | جاردوني فال ترومبيا، إيطاليا ملعب ترابي $10،000 جدول المباريات الفردية – جدول المباريات الزوجية                                                 | آنه شيفر 7–6(8–6)، 0–6، 6–4                                   | مارتينا كاريغارو                         | أليس موروني بينيديتا دافاتو             | ستيفاني بينجسون فاليريا بروسپيري يورينا كوشينو باولا شيغوي                      |
| 25 يوليو | جاردوني فال ترومبيا، إيطاليا ملعب ترابي $10،000 جدول المباريات الفردية – جدول المباريات الزوجية                                                 | يوكا هيغوتشي هيرونو واتانابي 6–1، 6–2                         | ناتالي براوسي ميريام زيلر                | أليس موروني بينيديتا دافاتو             | ستيفاني بينجسون فاليريا بروسپيري يورينا كوشينو باولا شيغوي                      |
| 25 يوليو | 2011 كأس الرئيس آستانا، كازاخستان ملعب صلب $100،000 Singles – Doubles                                                                           | فيتاليا دياتشينكو 6–4، 6–1                                    | أكجول أمانمورادوف                        | ألكسندرا بانوفا أناستاسيا ياكيموفا      | فيرونيكا كابشاي إيكاترينا بيشكوفا لسيا تسورينكو يفجينيا رودينا                  |
| 25 يوليو | 2011 كأس الرئيس آستانا، كازاخستان ملعب صلب $100،000 Singles – Doubles                                                                           | فيتاليا دياتشينكو غالينا فوسكوبويفا 6–3، 6–4                  | أكجول أمانمورادوف ألكسندرا بانوفا        | ألكسندرا بانوفا أناستاسيا ياكيموفا      | فيرونيكا كابشاي إيكاترينا بيشكوفا لسيا تسورينكو يفجينيا رودينا                  |

## أغسطس
| الأسبوع  | البطولة                                                                                            | الفائزات                                                     | الوصيفات                                | المتأهلات لنصف النهائي               | المتأهلات لربع النهائي                                                   |
| -------- | -------------------------------------------------------------------------------------------------- | ------------------------------------------------------------ | --------------------------------------- | ------------------------------------ | ------------------------------------------------------------------------ |
| أغسطس 1  | 2011 أودلوم براون فانكوفر المفتوحة فانكوفر، كندا ملعب صلب 100٬000 دولار الفردي – الزوجي            | ألكسندرا فوزنياك 6–3، 6–1                                    | جيمي هامبتون                            | إيليني دانيليدو إيرينا فالكوني       | جوليا غلوشكو جوليا كوهين أجلا توملجانوفيتش أورزولا رادفانسكا             |
| أغسطس 1  | 2011 أودلوم براون فانكوفر المفتوحة فانكوفر، كندا ملعب صلب 100٬000 دولار الفردي – الزوجي            | كارولينا بلسكوفا كريستينا بليسكوفا 5–7، 6–2، [10–2]          | جيمي هامبتون نوبون ليرتشيواكارن         | إيليني دانيليدو إيرينا فالكوني       | جوليا غلوشكو جوليا كوهين أجلا توملجانوفيتش أورزولا رادفانسكا             |
| أغسطس 1  | 2011 بكين الدولية التحدي بكين، الصين ملعب صلب 75٬000 دولار+H الفردي – الزوجي                       | هيش سو وي 6–2، 6–2                                           | كرامي نارا                              | تتيانا لوزانسكا إيرينا بافلوفيتش     | يوريكا سما خو يوييو كم سو جونغ فاراتشايا وونجتينتشاي                     |
| أغسطس 1  | 2011 بكين الدولية التحدي بكين، الصين ملعب صلب 75٬000 دولار+H الفردي – الزوجي                       | تشان هاو تشينغ تشان يونغ-جان 6–2، 6–3                        | تتيانا لوزانسكا تشينغ سيساي             | تتيانا لوزانسكا إيرينا بافلوفيتش     | يوريكا سما خو يوييو كم سو جونغ فاراتشايا وونجتينتشاي                     |
| أغسطس 1  | 2011 كأس إمباير ترنافا ترنافا، سلوفاكيا ملعب ترابي $50،000 فردي – زوجي                             | إيفون ميوسبرجر 0–6، 6–2، 6–0                                 | إليتسا كوستوفا                          | ماجدا لينيت ريناتا فوراكوفا          | ساندرا زاهلافوفا ألكسندرا كادانتو كريستينا كوكوفا لينكا جريكوفا          |
| أغسطس 1  | 2011 كأس إمباير ترنافا ترنافا، سلوفاكيا ملعب ترابي $50،000 فردي – زوجي                             | جانيت هوساروفا ريناتا فوراكوفا 7–6(7–2)، 6–1                 | يانا كابلوفا لينكا وينروفا              | ماجدا لينيت ريناتا فوراكوفا          | ساندرا زاهلافوفا ألكسندرا كادانتو كريستينا كوكوفا لينكا جريكوفا          |
| أغسطس 1  | 2011 مونتيروني الدولي مونتيروني، إيطاليا ملعب ترابي $25،000 فردي – زوجي                            | ناستاسيا بورنيت 6–3، 7–6(9–7)                                | آنا ريموندينا                           | كارين كناب آنه شيفر                  | كيكي بيرتينس نيكول روتمان أليز ليم آنا فلوريس                            |
| أغسطس 1  | 2011 مونتيروني الدولي مونتيروني، إيطاليا ملعب ترابي $25،000 فردي – زوجي                            | كيكي بيرتينس نيكول روتمان 6–0، 6–3                           | جويا باربييري أناستازيا جريمالسكا       | كارين كناب آنه شيفر                  | كيكي بيرتينس نيكول روتمان أليز ليم آنا فلوريس                            |
| أغسطس 1  | 2011 بطولة موسكو المفتوحة موسكو، روسيا ملعب ترابي $25،000 فردي – زوجي                              | فالينتينا إيفاخنينكو 6–1، 6–3                                | فاليريا سولوفيفا                        | إيكاترينا بيشكوفا لينا ستانشيوت      | كاترينا كوزلوفا أوكسانا ليوبتسوفا بولينا بيخوفا بيمرا أوزجن              |
| أغسطس 1  | 2011 بطولة موسكو المفتوحة موسكو، روسيا ملعب ترابي $25،000 فردي – زوجي                              | فالينتينا إيفاخنينكو كاترينا كوزلوفا 6–3، 6–0                | فاسيليزا بولغاكوفا آنا رابوبورت         | إيكاترينا بيشكوفا لينا ستانشيوت      | كاترينا كوزلوفا أوكسانا ليوبتسوفا بولينا بيخوفا بيمرا أوزجن              |
| أغسطس 1  | 2011 بطولة هشينغن للسيدات هشينغن، ألمانيا ملعب ترابي $25،000 فردي – زوجي                           | تاتيانا ماليك 6–3، 6–4                                       | سارة جرونيرت                            | كاتالينا كاستانيو كارينا ويثوفت      | ماريانا دوكي تيريزا مردجا كورينا بيركوفيتش آنا كورزينياك                 |
| أغسطس 1  | 2011 بطولة هشينغن للسيدات هشينغن، ألمانيا ملعب ترابي $25،000 فردي – زوجي                           | ساندرا كليمينشيتس تاتيانا مالك 4–6، 6–2، [10–7]              | كورينا بيركوفيتش لورا سيجموند           | كاتالينا كاستانيو كارينا ويثوفت      | ماريانا دوكي تيريزا مردجا كورينا بيركوفيتش آنا كورزينياك                 |
| أغسطس 1  | ساو باولو، البرازيل ملعب ترابي $10،000 جدول المباريات الفردية – جدول المباريات الزوجية             | ماريا فرناندا ألفيس 4–6، 7–5، 6–3                            | بياتريس حداد مايا                       | ناتاليا روسي ناثالي كوراتا           | فيفيان سغنيني بيلين لودوينيا فرناندا هرمنغيلدو أوغسطينا سيريو            |
| أغسطس 1  | ساو باولو، البرازيل ملعب ترابي $10،000 جدول المباريات الفردية – جدول المباريات الزوجية             | كارلا فورت بياتريس حداد مايا 6–7(5–7)، 6–3، [10–7]           | إيزابيلا روباني كيرا شروف               | ناتاليا روسي ناثالي كوراتا           | فيفيان سغنيني بيلين لودوينيا فرناندا هرمنغيلدو أوغسطينا سيريو            |
| أغسطس 1  | فيينا، النمسا ملعب ترابي $10،000 جدول المباريات الفردية – جدول المباريات الزوجية                   | كرمن إيلونا 6–1، 6–1                                         | كاترينا فانكوفا                         | ساندرا مارتينوفيتش سيمونا دوبرا      | باتريشيا هاس فيرونيكا سيب لوسي كريجسمانوفا دينيسا أليرتوفا               |
| أغسطس 1  | فيينا، النمسا ملعب ترابي $10،000 جدول المباريات الفردية – جدول المباريات الزوجية                   | سيمونا دوبرا لوسي كريجسمانوفا 6–4، 6–1                       | ساندرا مارتينوفيتش جانينا تولين         | ساندرا مارتينوفيتش سيمونا دوبرا      | باتريشيا هاس فيرونيكا سيب لوسي كريجسمانوفا دينيسا أليرتوفا               |
| أغسطس 1  | ريبيك، بلجيكا ملعب ترابي $10،000 جدول المباريات الفردية – جدول المباريات الزوجية                   | كونستانس سيبيل 6–3، 6–1                                      | مارتينا جليداتشيفا                      | فرانزيسكا إيتزل سيلين غيسكير         | إيفا واكانو صوفي أوين فيكتوار مفوموانغانا يساليني بونافنتور              |
| أغسطس 1  | ريبيك، بلجيكا ملعب ترابي $10،000 جدول المباريات الفردية – جدول المباريات الزوجية                   | كيم كيلسدونك نيكوليت فان أويوترت 6–2، 6–2                    | ماري بينوا كيمبرلي زيمرمان              | فرانزيسكا إيتزل سيلين غيسكير         | إيفا واكانو صوفي أوين فيكتوار مفوموانغانا يساليني بونافنتور              |
| أغسطس 1  | سافيتايفاله، فنلندا ملعب ترابي $10،000 جدول المباريات الفردية – جدول المباريات الزوجية             | أنيت كونتافيت 6–3، 6–1                                       | ليزان فان ريت                           | كسينيا كيريلوفا بولينا فينوغرادوفا   | بيا سومالينين داريا ميرونوفا ديناه بفيزينماير نيكولا هوراكوڤا            |
| أغسطس 1  | سافيتايفاله، فنلندا ملعب ترابي $10،000 جدول المباريات الفردية – جدول المباريات الزوجية             | كسينيا كيريلوفا أنستاسيا فوفك 6–4، 7–6(8–6)                  | هيلدا ميلاندر باولينا ميلوسافليفيتش     | كسينيا كيريلوفا بولينا فينوغرادوفا   | بيا سومالينين داريا ميرونوفا ديناه بفيزينماير نيكولا هوراكوڤا            |
| أغسطس 1  | إسطنبول، تركيا ملعب صلب $10،000 جدول المباريات الفردية – جدول المباريات الزوجية                    | كريستينا شاكوفيتس 6–2، 6–1                                   | ديانا ستومليغا                          | إليكسان لوكيميا إيزابيلا شنيكوفا     | جوليا ساموسيفا أشفاريا شريفاستافا سيدا ارنتيكن صوفيا كفاتسابايا          |
| أغسطس 1  | إسطنبول، تركيا ملعب صلب $10،000 جدول المباريات الفردية – جدول المباريات الزوجية                    | إيرينا رامياليسون إيزابيلا شنيكوفا 3–6، 6–1، [10–8]          | كريستينا كازيموفا كريستينا شاكوفيتس     | إليكسان لوكيميا إيزابيلا شنيكوفا     | جوليا ساموسيفا أشفاريا شريفاستافا سيدا ارنتيكن صوفيا كفاتسابايا          |
| أغسطس 1  | إيلاوا، بولندا ملعب ترابي $10،000 جدول المباريات الفردية – جدول المباريات الزوجية                  | ألريكك إيكري 6–3، 6–2                                        | تيريزا سميتكوفا                         | لينا لليكيتي مونيكا شيريلوفا         | هونه فونغ داي ترانغ مارتينا بوريتسكا ستيفاني سيسيموني فيرونيكا دوماغالا  |
| أغسطس 1  | إيلاوا، بولندا ملعب ترابي $10،000 جدول المباريات الفردية – جدول المباريات الزوجية                  | هونه فونغ داي ترانغ ماغدالينا كيسزينسكا 2–6، 6–3، [10–7]     | كارولينا كوسينسكا ألكسندرا روسولسكا     | لينا لليكيتي مونيكا شيريلوفا         | هونه فونغ داي ترانغ مارتينا بوريتسكا ستيفاني سيسيموني فيرونيكا دوماغالا  |
| 8 أغسطس  | 2011 إيمبليم هيلث برونكس أوبن ذا برونكس، الولايات المتحدة ملعب صلب 50٬000 دولار فردي – زوجي        | أندريا هلافاتشكوفا 7–6(8–10)، 6–3                            | منى بارثل                               | كاميلا جيورجي مادالينا جوجنيا        | كارولينا بلسكوفا ماديسون برينجل رومينا أوبراندي تامارين هندلر            |
| 8 أغسطس  | 2011 إيمبليم هيلث برونكس أوبن ذا برونكس، الولايات المتحدة ملعب صلب 50٬000 دولار فردي – زوجي        | ميغان مولتون ليفي أشا رول 6–3، 7–6(5–7)                      | هان زينيون لو جينغجينغ                  | كاميلا جيورجي مادالينا جوجنيا        | كارولينا بلسكوفا ماديسون برينجل رومينا أوبراندي تامارين هندلر            |
| 8 أغسطس  | 2011 تاتارستان أوبن قازان، روسيا ملعب صلب 50٬000 دولار+H فردي – زوجي                               | يوليا بوتنتسيفا 6–4، 6–2                                     | كارولين غارسيا                          | أناستاسيا ياكيموفا فيتاليا دياتشينكو | يفجينيا رودينا ألكسندرا بانوفا فالنتينا إيفاخنينكو ميهايلا بوزارنيسكو    |
| 8 أغسطس  | 2011 تاتارستان أوبن قازان، روسيا ملعب صلب 50٬000 دولار+H فردي – زوجي                               | يكاترينا إيفانوفا أندريا كليباك w/o                          | فيتاليا دياتشينكو ألكسندرا بانوفا       | أناستاسيا ياكيموفا فيتاليا دياتشينكو | يفجينيا رودينا ألكسندرا بانوفا فالنتينا إيفاخنينكو ميهايلا بوزارنيسكو    |
| 8 أغسطس  | 2011 فلاندرز ليديز تروفي كوكساي كوكساي، بلجيكا ملعب ترابي $25،000 Singles – Doubles                | كيكي بيرتينس 6–2، 6–1                                        | إليتسا كوستوفا                          | بيبيان ويجيرس أناليزا بونا           | أودري برغوت يانا كابلوفا إينيس فيرير سواريز إيرينا خروماتشيفا            |
| 8 أغسطس  | 2011 فلاندرز ليديز تروفي كوكساي كوكساي، بلجيكا ملعب ترابي $25،000 Singles – Doubles                | كيم كيلزدونك نيكوليت فان أوترت 5–7، 6–3، [10–8]              | إليين بوكيينز نيكي فان دايك             | بيبيان ويجيرس أناليزا بونا           | أودري برغوت يانا كابلوفا إينيس فيرير سواريز إيرينا خروماتشيفا            |
| 8 أغسطس  | 2011 رينيرت أوبن فرسمولد، ألمانيا ملعب ترابي $25،000 Singles – Doubles                             | ماريانا دوكي 7–6(7–2)، 7–5                                   | سكارليت ويرنر                           | نينا تساندر ماشا زيك بشكيريتش        | ديا إفتيموفا كاتالينا كاستانيو ديناه بفيزينماير تاتيانا مالك             |
| 8 أغسطس  | 2011 رينيرت أوبن فرسمولد، ألمانيا ملعب ترابي $25،000 Singles – Doubles                             | إليزافيتا يانتشوك جوليا ماير 6–4، 6–3                        | سيسيليا كوستا ميلغار دانييلا سيغيل      | نينا تساندر ماشا زيك بشكيريتش        | ديا إفتيموفا كاتالينا كاستانيو ديناه بفيزينماير تاتيانا مالك             |
| 8 أغسطس  | لوكري، إيطاليا ملعب ترابي $10،000 جدول المباريات الفردية – جدول المباريات الزوجية                  | أجنيز زوكيني 2–6، 7–5، 6–4                                   | ألريكك إيكري                            | أنايف بين فيديريكا دي سارا           | إريكا زانشيتا يوكو هيغوتشي كارولينا بيلوت أماندين هيس                    |
| 8 أغسطس  | لوكري، إيطاليا ملعب ترابي $10،000 جدول المباريات الفردية – جدول المباريات الزوجية                  | يوكو هيغوتشي هيرونو واتانابي 3–6، 6–3، [10–8]                | أليسيا كامبلوني ألريكك إيكري            | أنايف بين فيديريكا دي سارا           | إريكا زانشيتا يوكو هيغوتشي كارولينا بيلوت أماندين هيس                    |
| 8 أغسطس  | بوخارست، رومانيا ملعب ترابي $10،000 جدول المباريات الفردية – جدول المباريات الزوجية                | كريستينا دينو 7–6(7–5)، 6–4                                  | كريستينا ميتو                           | مورغان بونس رالوكا إلينا بلاتون      | ليزان فان ريت سابينا لوبو لوسيا بوتكوفسكا أندريا فادياونو                |
| 8 أغسطس  | بوخارست، رومانيا ملعب ترابي $10،000 جدول المباريات الفردية – جدول المباريات الزوجية                | كريستينا دينو كاميليا هريستيا 1–6، 7–6(8–6)، [10–4]          | ألكسندرا داماشين كريستينا ميتو          | مورغان بونس رالوكا إلينا بلاتون      | ليزان فان ريت سابينا لوبو لوسيا بوتكوفسكا أندريا فادياونو                |
| 8 أغسطس  | إنسبروك، النمسا ملعب ترابي $10،000 جدول المباريات الفردية – جدول المباريات الزوجية                 | مارتينا كوبيتشكوفا 6–7(5–7)، 7–5، 7–5                        | زوزانا زالابسكا                         | فيكتوريا كان سارا سوساريلو           | ياسمين شتاينهر كرمن إيلونا فيرونيكا سيب جانينا تولين                     |
| 8 أغسطس  | إنسبروك، النمسا ملعب ترابي $10،000 جدول المباريات الفردية – جدول المباريات الزوجية                 | فيكتوريا كان كرمن إيلونا 2–6، 6–3، [10–8]                    | باتريشيا هاس فيرونيكا سيب               | فيكتوريا كان سارا سوساريلو           | ياسمين شتاينهر كرمن إيلونا فيرونيكا سيب جانينا تولين                     |
| 8 أغسطس  | خيخون، إسبانيا ملعب صلب $10،000 جدول المباريات الفردية – جدول المباريات الزوجية                    | أرابيلا فرنانديز رابينير 6–3، 6–4                            | ديانا ستومليجا                          | سيلفيا زاغورسكا إيمي بوتل            | ناتاليا سيدليسا إيفون كافاليه رايمرز أماندا كاريراس كارولينا نواك        |
| 8 أغسطس  | خيخون، إسبانيا ملعب صلب $10،000 جدول المباريات الفردية – جدول المباريات الزوجية                    | إيمي بوتل لوسي براون w/o                                     | أماندا كاريراس أندريا غاميز             | سيلفيا زاغورسكا إيمي بوتل            | ناتاليا سيدليسا إيفون كافاليه رايمرز أماندا كاريراس كارولينا نواك        |
| 8 أغسطس  | إسطنبول، تركيا ملعب ترابي $10،000 جدول المباريات الفردية – جدول المباريات الزوجية                  | ريكا-لوكا ياني 6–4، 6–1                                      | كريستينا شاكوفيتس                       | كيرين ليموين جولي كوين               | ساشا خابيبولينا روكيو دي لا توري-سانشيز جوليا ساموسيفا إيرينا رامياليسون |
| 8 أغسطس  | إسطنبول، تركيا ملعب ترابي $10،000 جدول المباريات الفردية – جدول المباريات الزوجية                  | ماغالي دي لاتر ليزا ويبورن 6–3، 2–6، [12–10]                 | صوفيا كفاتسابايا إيزابيلا شنيكوفا       | كيرين ليموين جولي كوين               | ساشا خابيبولينا روكيو دي لا توري-سانشيز جوليا ساموسيفا إيرينا رامياليسون |
| 8 أغسطس  | تايبيه، تايبيه الصينية ملعب صلب $10،000 جدول المباريات الفردية – جدول المباريات الزوجية            | هان نا-لاي 6–3، انسحاب.                                      | إيمي موتاغوتشي                          | آنا تيولبا ماري تاناكا               | هسو وين-هسين غريس ساري يسيدورا بينجتارن بليبويتش آكي ياماسوتو            |
| 8 أغسطس  | تايبيه، تايبيه الصينية ملعب صلب $10،000 جدول المباريات الفردية – جدول المباريات الزوجية            | كاو شاو-يوان بينجتارن بليبويتش 6–3، 6–4                      | تشان هاو تشينغ تشن يي                   | آنا تيولبا ماري تاناكا               | هسو وين-هسين غريس ساري يسيدورا بينجتارن بليبويتش آكي ياماسوتو            |
| 8 أغسطس  | دوبوي، البوسنة والهرسك ملعب ترابي $10،000 جدول المباريات الفردية – جدول المباريات الزوجية          | إندير أكيكي 6–3، 6–1                                         | فيفيان يوهاسوڤا                         | مارتينا بوريتسكا غراسيا رادوفانوڤيتش | زوزانا زلوخوڤا باربرا سوباشكيفيتش دونيا شونكيش نيكول كليريكو             |
| 8 أغسطس  | دوبوي، البوسنة والهرسك ملعب ترابي $10،000 جدول المباريات الفردية – جدول المباريات الزوجية          | فيفيان يوهاسوڤا باربرا سوباشكيفيتش 7–5، 6–3                  | مارتينا بوريتسكا بترا كرجسوفا           | مارتينا بوريتسكا غراسيا رادوفانوڤيتش | زوزانا زلوخوڤا باربرا سوباشكيفيتش دونيا شونكيش نيكول كليريكو             |
| 8 أغسطس  | ساو باولو، البرازيل ملعب ترابي $10،000 جدول المباريات الفردية – جدول المباريات الزوجية             | ناتاليا روسي 6–2، 6–3                                        | باتريسيا كو فلوريس                      | ناتالي كوراتا إيزابيلا روبياني       | إدواردا بياي بياتريس حداد مايا غابرييلا سي كارولينا زيبالوس              |
| 8 أغسطس  | ساو باولو، البرازيل ملعب ترابي $10،000 جدول المباريات الفردية – جدول المباريات الزوجية             | ماريا فرناندا ألفيس فرناندا هرمنغيلدو 7–6(8–6)، 4–6، [14–12] | إدواردا بياي كارينا سوزا                | ناتالي كوراتا إيزابيلا روبياني       | إدواردا بياي بياتريس حداد مايا غابرييلا سي كارولينا زيبالوس              |
| 8 أغسطس  | سانتا كروز دي لا سييرا، بوليفيا ملعب ترابي $10،000 جدول المباريات الفردية – جدول المباريات الزوجية | ماريا إيروغيين 6–2، 6–3                                      | أندريا كوخ بنفنوتو                      | كارلا لوكيرو ماريا إينيس ديهيسا      | ماريا باولا ديهيسا باولا لوبيز تاتيانا بوا غوادالوبي مورينو              |
| 8 أغسطس  | سانتا كروز دي لا سييرا، بوليفيا ملعب ترابي $10،000 جدول المباريات الفردية – جدول المباريات الزوجية | ماريا إيروغيين أندريا كوخ بنفنوتو 6–2، 6–1                   | ياسمين بريتوس جيوفانا تومايتا           | كارلا لوكيرو ماريا إينيس ديهيسا      | ماريا باولا ديهيسا باولا لوبيز تاتيانا بوا غوادالوبي مورينو              |
| 15 أغسطس | تودي، إيطاليا ملعب ترابي $10،000 جدول المباريات الفردية – جدول المباريات الزوجية                   | أليس موروني 6–1، 4–6، 6–3                                    | أليس بالدوتشي                           | بينيديتا دافاتيو فيديريكا دي سارا    | كارولينا نواك إيريكا زانتشيتا كيارا ميندو فيديريكا كويرشيا               |
| 15 أغسطس | تودي، إيطاليا ملعب ترابي $10،000 جدول المباريات الفردية – جدول المباريات الزوجية                   | فيديريكا دي سارا أنجيليكا موراتيلي 7–6(8–6)، 7–5             | ستيفاني بينجسون كريستن فلاور            | بينيديتا دافاتيو فيديريكا دي سارا    | كارولينا نواك إيريكا زانتشيتا كيارا ميندو فيديريكا كويرشيا               |
| 15 أغسطس | راتينغن، ألمانيا ملعب ترابي $10،000 جدول المباريات الفردية – جدول المباريات الزوجية                | سكارليت ويرنر 6–0، 7–5                                       | إليزافيتا يانتشوك                       | ديناه بفيزينماير آنا كلازن           | كارولينا ولوداركزاك مارينا ميلنيكوفا فرانزيسكا إتزل ساندرا زانيوسكا      |
| 15 أغسطس | راتينغن، ألمانيا ملعب ترابي $10،000 جدول المباريات الفردية – جدول المباريات الزوجية                | إليزافيتا يانتشوك كارولينا ولوداركزاك 3–6، 6–1، [10–2]       | كاثارينا هيرينج ديناه بفيزينماير        | ديناه بفيزينماير آنا كلازن           | كارولينا ولوداركزاك مارينا ميلنيكوفا فرانزيسكا إتزل ساندرا زانيوسكا      |
| 15 أغسطس | ويستنده-ميدلكيرك، بلجيكا ملعب صلب $10،000 جدول المباريات الفردية – جدول المباريات الزوجية          | لو جياجينغ 6–4، 7–6(7–4)                                     | دونا فيكك                               | إميلي باكيت إيمي بوتل                | إليني بويكينز إيزابيل رابيساردا-كاليفو كيمبرلي زيمرمان جوليا فاشاشيك     |
| 15 أغسطس | ويستنده-ميدلكيرك، بلجيكا ملعب صلب $10،000 جدول المباريات الفردية – جدول المباريات الزوجية          | دونا فيكك ألكسندرا ووكر 6–4، 6–3                             | أنوك ديليوفورتي ديبورا كيرفس            | إميلي باكيت إيمي بوتل                | إليني بويكينز إيزابيل رابيساردا-كاليفو كيمبرلي زيمرمان جوليا فاشاشيك     |
| 15 أغسطس | سانت بطرسبرغ، روسيا ملعب ترابي $10،000 جدول المباريات الفردية – جدول المباريات الزوجية             | بولينا فينوغرادوفا 3–6، 6–2، 6–1                             | تاتيانا كوتيلنيكوفا                     | يلينا كوليكوفا جوليا ساموسيفا        | مارغريتا جاسباريان داريا ميرونوفا آنا سمولينا بولينا روديونوفا           |
| 15 أغسطس | سانت بطرسبرغ، روسيا ملعب ترابي $10،000 جدول المباريات الفردية – جدول المباريات الزوجية             | أناستازيا فرولوفا بولينا فينوغرادوفا 6–2، 6–2                | تاتيانا كوتيلنيكوفا ماريا زاركوفا       | يلينا كوليكوفا جوليا ساموسيفا        | مارغريتا جاسباريان داريا ميرونوفا آنا سمولينا بولينا روديونوفا           |
| 15 أغسطس | بييشتاني، سلوفاكيا ملعب ترابي $10،000 جدول المباريات الفردية – جدول المباريات الزوجية              | هيلدا ميلاندر 6–3، 6–3                                       | دينيزا أليرتوفا                         | كلوديا بوتشوفا مارتينا بوريتسكا      | باولا كانيا تيريزا مارتينكوفا مارتينا كوبيتشكوفا ديانا شوموفا            |
| 15 أغسطس | بييشتاني، سلوفاكيا ملعب ترابي $10،000 جدول المباريات الفردية – جدول المباريات الزوجية              | سيمونا دوبرا لوتسي كريغسمانوفا 6–4، 6–2                      | باولا كانيا مارتينا كوبيتشكوفا          | كلوديا بوتشوفا مارتينا بوريتسكا      | باولا كانيا تيريزا مارتينكوفا مارتينا كوبيتشكوفا ديانا شوموفا            |
| 15 أغسطس | إسطنبول، تركيا ملعب صلب $10،000 جدول المباريات الفردية – جدول المباريات الزوجية                    | يلينا سفيتولينا 6–2، 6–7(5–7)، 6–0                           | إنجا بريسلان                            | فلادا إكشيباروفا إلين ألجروين        | آنا بوغدان كريستينا شاكوفيتس تارا مور ماغالي دي لاتر                     |
| 15 أغسطس | إسطنبول، تركيا ملعب صلب $10،000 جدول المباريات الفردية – جدول المباريات الزوجية                    | كريستينا شاكوفيتس أشفاريا شريفاستافا 6–1، 6–3                | تارا مور ليزا ويبورن                    | فلادا إكشيباروفا إلين ألجروين        | آنا بوغدان كريستينا شاكوفيتس تارا مور ماغالي دي لاتر                     |
| 15 أغسطس | Arad، رومانيا ملعب ترابي $10،000 جدول المباريات الفردية – جدول المباريات الزوجية                   | ديانا بوزيان 6–1، 1–0، انسحاب                                | رالوكا إيلينا بلاتون                    | كريستينا ميتو إيوانا لوريدانا روسكا  | مورغان بونس إلينا-ثيودورا كادار ليو مين تيريزا سميتكوفا                  |
| 15 أغسطس | Arad، رومانيا ملعب ترابي $10،000 جدول المباريات الفردية – جدول المباريات الزوجية                   | ديانا بوزيان أندريا فيديانو 6–3، 6–7(4–7)، [16–14]           | بيانكا هينكو ديانا ماركو                | كريستينا ميتو إيوانا لوريدانا روسكا  | مورغان بونس إلينا-ثيودورا كادار ليو مين تيريزا سميتكوفا                  |
| 15 أغسطس | تايبيه، الصينية تايبيه ملعب صلب $10،000 جدول المباريات الفردية – جدول المباريات الزوجية            | لي هوا-تشن 6–2، 6–2                                          | لي يا-هسوان                             | هان نا-لاي غريس ساري يسيدورا         | تشن يي ماري تاناكا لي سو-را يانغ زي                                      |
| 15 أغسطس | تايبيه، الصينية تايبيه ملعب صلب $10،000 جدول المباريات الفردية – جدول المباريات الزوجية            | ميابي إينو ماري تاناكا 7–5، 2–6، [10–7]                      | تشاي كيونغ-يي كيم هاي-سونغ              | هان نا-لاي غريس ساري يسيدورا         | تشن يي ماري تاناكا لي سو-را يانغ زي                                      |
| 15 أغسطس | بريتشكو، البوسنة والهرسك ملعب ترابي $10،000 جدول المباريات الفردية – جدول المباريات الزوجية        | تياشا شريمبف 6–3، 6–3                                        | تينا لوكاس                              | داليا زافيروفا جوليا ستاماتوفا       | باربارا لوز غراسيا رادوفانوفيتش فيفيان يوهازوفا ساشكا غافريلوفسكا        |
| 15 أغسطس | بريتشكو، البوسنة والهرسك ملعب ترابي $10،000 جدول المباريات الفردية – جدول المباريات الزوجية        | سيلفيا نجيريتش زوزانا زلوخوفا 6–4، 6–3                       | نيكول كليريكو ماريا ماسيني              | داليا زافيروفا جوليا ستاماتوفا       | باربارا لوز غراسيا رادوفانوفيتش فيفيان يوهازوفا ساشكا غافريلوفسكا        |
| 15 أغسطس | لاباز، بوليفيا ملعب ترابي $10،000 جدول المباريات الفردية – جدول المباريات الزوجية                  | أندريا كوخ بنفنوتو 6–0، 7–6(7–1)                             | ماريا إيروغيين                          | غوادالوبي مورينو ماريا فرناندا ألفيس | جازمين بريتوس باتريسيا كو فلوريس كارلا لوسيرو ليبي ماما                  |
| 15 أغسطس | لاباز، بوليفيا ملعب ترابي $10،000 جدول المباريات الفردية – جدول المباريات الزوجية                  | ماريا إيروغيين أندريا كوخ بنفنوتو 6–2، 6–2                   | كارلا لوسيرو لوسيانا سارمينتي           | غوادالوبي مورينو ماريا فرناندا ألفيس | جازمين بريتوس باتريسيا كو فلوريس كارلا لوسيرو ليبي ماما                  |
| 22 أغسطس | 2011 إتك أوبن إسطنبول، تركيا ملعب صلب $50٬000 فردي – زوجي                                          | فيكتوريا لارير 3–6، 6–1، 5–7                                 | سارة جرونرت                             | آنيكا بيك جاسمينا تينجيتش            | صوفيا شاباتافا جويا باربييري ريوكو فودا يلينا سفيتولينا                  |
| 22 أغسطس | 2011 إتك أوبن إسطنبول، تركيا ملعب صلب $50٬000 فردي – زوجي                                          | جولي كوين إيفا هردينوفا 4–6، 5–7                             | ساندرا كليمينشيتس إيرينا بافلوفيتش      | آنيكا بيك جاسمينا تينجيتش            | صوفيا شاباتافا جويا باربييري ريوكو فودا يلينا سفيتولينا                  |
| 22 أغسطس | 2011 سينوت تيب أوبن Prague-Neride، جمهورية التشيك ملعب ترابي $25٬000 فردي – زوجي                   | يانا كابلوفا 6–7(6–8)، 4–6                                   | بيبيان ويجيرس                           | ساندرا زاهلافوفا تينا شيتشتل         | أناليزا بونا كوني بيرين باولا أورمايتشيا ماشا زيك بشكيريتش               |
| 22 أغسطس | 2011 سينوت تيب أوبن Prague-Neride، جمهورية التشيك ملعب ترابي $25٬000 فردي – زوجي                   | إيفيتا جيرلوفا لوسي كريجسمانوفا 7–6(10–8)، 1–6، [8–10]       | يانا كابلوفا كاتارزينا بيتر             | ساندرا زاهلافوفا تينا شيتشتل         | أناليزا بونا كوني بيرين باولا أورمايتشيا ماشا زيك بشكيريتش               |
| 22 أغسطس | بانياتيكا، إيطاليا ملعب ترابي $10٬000 جدول المباريات الفردية – جدول المباريات الزوجية              | ألريكك إيكري 4–6، 4–6                                        | آني أميراغيان                           | إليسا بالسامو أليس موريوني           | فديريكا كوارتشا يلينا سيميتش بينيديتا دافاتو جوليا جابا                  |
| 22 أغسطس | بانياتيكا، إيطاليا ملعب ترابي $10٬000 جدول المباريات الفردية – جدول المباريات الزوجية              | أليس بالدوتشي بينيديتا دافاتو 6–4، 6–7(8–10)، [12–10]        | ستيفاني بينجسون كيرستن فلاور            | إليسا بالسامو أليس موريوني           | فديريكا كوارتشا يلينا سيميتش بينيديتا دافاتو جوليا جابا                  |
| 22 أغسطس | فينكوفسي، كرواتيا ملعب ترابي $10،000 جدول المباريات الفردية – جدول المباريات الزوجية               | إنديري أكيكي 3–6، 6–0، 6–2                                   | يوفانا جاكشيتش                          | كاثارينا نجرين ماريا موخ             | كاتيا ميلاس ناتاشا زوريتش تينا لوكاس سارة-ربيكا سيكوليك                  |
| 22 أغسطس | فينكوفسي، كرواتيا ملعب ترابي $10،000 جدول المباريات الفردية – جدول المباريات الزوجية               | سيلفيا نجيريتش كارلا بوبوفيتش 6–2، 6–3                       | ليزا برينكمان ماريا موخ                 | كاثارينا نجرين ماريا موخ             | كاتيا ميلاس ناتاشا زوريتش تينا لوكاس سارة-ربيكا سيكوليك                  |
| 22 أغسطس | بيرتشاخ، النمسا ملعب ترابي $10،000 جدول المباريات الفردية – جدول المباريات الزوجية                 | فيكتوريا كان 4–6، 6–2، 6–3                                   | ديانا شوموفا                            | مارتينا كوبيشيكوفا فيرونيكا سيب      | كاترينا فانكوفا كرمن إيلونا فرنشيسكا فوسيناتو ياسمين ستاينهير            |
| 22 أغسطس | بيرتشاخ، النمسا ملعب ترابي $10،000 جدول المباريات الفردية – جدول المباريات الزوجية                 | فيكتوريا كان كرمن إيلونا 6–1، 6–3                            | بيا كونينغ إيفون نويورث                 | مارتينا كوبيشيكوفا فيرونيكا سيب      | كاترينا فانكوفا كرمن إيلونا فرنشيسكا فوسيناتو ياسمين ستاينهير            |
| 22 أغسطس | براونشفايغ (مدينة)، ألمانيا ملعب ترابي $10،000 جدول المباريات الفردية – جدول المباريات الزوجية     | ديناه بفيزينماير 7–6(7–5)، 6–1                               | سينا كيزر                               | كاثارينا لينيرت فانيسا هينكه         | كورينا بيركوفيتش فيفيان هايزن كارين باربات آنا لينا فريدسام              |
| 22 أغسطس | براونشفايغ (مدينة)، ألمانيا ملعب ترابي $10،000 جدول المباريات الفردية – جدول المباريات الزوجية     | كارين باربات هواينه فونغ داي ترانغ 6–2، 6–4                  | سابرينا بومغارتن كاثارينا لينيرت        | كاثارينا لينيرت فانيسا هينكه         | كورينا بيركوفيتش فيفيان هايزن كارين باربات آنا لينا فريدسام              |
| 22 أغسطس | أنسخديه، هولندا ملعب ترابي $10،000 جدول المباريات الفردية – جدول المباريات الزوجية                 | ساندرا مارتينوفيتش 2–6، 6–4، 6–4                             | ليسلي كيرخوف                            | فرانزيسكا إيتزل مورغان بونس          | برنيس فان دي فيلدي ليزاني فان ريت أغاتا بارانسكا نيكوليت فان أوتيرت      |
| 22 أغسطس | أنسخديه، هولندا ملعب ترابي $10،000 جدول المباريات الفردية – جدول المباريات الزوجية                 | آنا ماريا ليفيرس كاترين ليفيرس 6–1، 7–6(7–4)                 | ناتاليا سيدلييسكا سيلفيا زاجورسكا       | فرانزيسكا إيتزل مورغان بونس          | برنيس فان دي فيلدي ليزاني فان ريت أغاتا بارانسكا نيكوليت فان أوتيرت      |
| 22 أغسطس | بوليه-شارلروا، بلجيكا ملعب ترابي $10،000 جدول المباريات الفردية – جدول المباريات الزوجية           | برمات دوفاناييفا 2–6، 7–5، 6–1                               | مارتينا جليداتشيفا                      | فيرونيكا كولاروفا دنغ مينغ نينغ      | نيكي فان دايك ألكسندرا ووكر ماجدالينا كيشزينسكا كارولينا ولوداركزاك      |
| 22 أغسطس | بوليه-شارلروا، بلجيكا ملعب ترابي $10،000 جدول المباريات الفردية – جدول المباريات الزوجية           | لو جيا شيانغ لو جياجينغ 6–3، 6–0                             | ماجدالينا كيشزينسكا كارولينا ولوداركزاك | فيرونيكا كولاروفا دنغ مينغ نينغ      | نيكي فان دايك ألكسندرا ووكر ماجدالينا كيشزينسكا كارولينا ولوداركزاك      |
| 22 أغسطس | بوخارست، رومانيا ملعب ترابي $10،000 جدول المباريات الفردية – جدول المباريات الزوجية                | فيكتوريا كوتوزوفا 6–2، 7–5                                   | لورا إيوانا أندريي                      | ماي مينوكوشي أندريا فايديان          | كاميليا هريستي سابينا لوبو يونلا-أندريا أيوبا رالوكا إلينا بلاتون        |
| 22 أغسطس | بوخارست، رومانيا ملعب ترابي $10،000 جدول المباريات الفردية – جدول المباريات الزوجية                | لورا-إيونا أندري كاميليا هريستي 7–5، 6–1                     | يونلا-أندريا أيوبا أندريا فايديان       | ماي مينوكوشي أندريا فايديان          | كاميليا هريستي سابينا لوبو يونلا-أندريا أيوبا رالوكا إلينا بلاتون        |
| 22 أغسطس | موجي داس كروزيز، البرازيل ملعب ترابي $10،000 جدول المباريات الفردية – جدول المباريات الزوجية       | ماريا فرناندا ألفيس 6–1، 6–4                                 | ناتاليا روسي                            | ناتاشا لوتوفو إدواردا بياي           | باولا فيتوسا فلافيا غيمارايش بوينو ليز تاتيانا كولر بوجارين غابرييلا سي  |
| 22 أغسطس | موجي داس كروزيز، البرازيل ملعب ترابي $10،000 جدول المباريات الفردية – جدول المباريات الزوجية       | فلافيا ديشمات أراوجو لورا بيجوسي 7–6(7–3)، 4–6، [12–10]      | إدواردا بياي كارينا فينديتي             | ناتاشا لوتوفو إدواردا بياي           | باولا فيتوسا فلافيا غيمارايش بوينو ليز تاتيانا كولر بوجارين غابرييلا سي  |
| 22 أغسطس | سايتاما، اليابان ملعب صلب $10،000 جدول المباريات الفردية – جدول المباريات الزوجية                  | أيومي أوكا 6–3، 6–4                                          | دوان ينغينغ                             | تشان وينغ-ياو هو يويي                | مايا كاتو مامي أداشي شيهيرو تاكاياما ليانغ تشن                           |
| 22 أغسطس | سايتاما، اليابان ملعب صلب $10،000 جدول المباريات الفردية – جدول المباريات الزوجية                  | ليانغ تشن ليو زانتيج 6–3، 5–7، [11–9]                        | أكاري إينوي أيوومي أوكا                 | تشان وينغ-ياو هو يويي                | مايا كاتو مامي أداشي شيهيرو تاكاياما ليانغ تشن                           |
| 22 أغسطس | ولاية سان لويس بوتوسي، المكسيك ملعب صلب $10،000 جدول المباريات الفردية – جدول المباريات الزوجية    | مونيكا بويغ 6–3، 6–0                                         | نيكا كوخارتشوك                          | ناديا أبدالا لينا ليتفاك             | ساشا خابي بولينا كارولينا بيتانكورت مايو هيبي جيسيكا رولاند-روساريو      |
| 22 أغسطس | ولاية سان لويس بوتوسي، المكسيك ملعب صلب $10،000 جدول المباريات الفردية – جدول المباريات الزوجية    | نيكا كوخارتشوك لينا ليتفاك 6–1، 6–4                          | أندريا بنتيز مارغريت لوميا              | ناديا أبدالا لينا ليتفاك             | ساشا خابي بولينا كارولينا بيتانكورت مايو هيبي جيسيكا رولاند-روساريو      |
| 22 أغسطس | كوتشابامبا، بوليفيا ملعب ترابي $10،000 جدول المباريات الفردية – جدول المباريات الزوجية             | لينكا بروشوفا 7–5، 6–7(7–9)، 6–2                             | تاتيانا بوا                             | ماريا إيروغيين باتريسيا كو فلوريس    | غوادالوبي مورينو كارلا لوسيرو باربارا مونتيل أورنيلا كارون               |
| 22 أغسطس | كوتشابامبا، بوليفيا ملعب ترابي $10،000 جدول المباريات الفردية – جدول المباريات الزوجية             | ماريا إيروغيين كارلا لوسيرو 6–2، 6–3                         | لينكا بروشوفا ديانا نيغريانو            | ماريا إيروغيين باتريسيا كو فلوريس    | غوادالوبي مورينو كارلا لوسيرو باربارا مونتيل أورنيلا كارون               |
| 29 أغسطس | 2011 مامايا إيدو تروفي مامايا، رومانيا ملعب ترابي $25٬000 فردي – زوجي                              | كريستينا ميتو 6–3، 6–0                                       | إينيس فيرير سواريز                      | فيكتوريا كوتوزوفا كريستينا دينو      | إيفا فرنانديز بروجوز صوفيا شاباتافا أندريا فايديان باتريسيا ماريا تيغ    |
| 29 أغسطس | 2011 مامايا إيدو تروفي مامايا، رومانيا ملعب ترابي $25٬000 فردي – زوجي                              | إيلينا بوغدان ألكسندرا كادانتسو 6–2، 6–2                     | مارينا شامايكو صوفيا شاباتافا           | فيكتوريا كوتوزوفا كريستينا دينو      | إيفا فرنانديز بروجوز صوفيا شاباتافا أندريا فايديان باتريسيا ماريا تيغ    |
| 29 أغسطس | 2011 سيكشو تشالنج أوبن تسوكوبا، إيبراكي، اليابان ملعب صلب $25٬000 فردي – زوجي                      | إيكو ناكامورا 6–3، 2–6، 6–3                                  | تشان تشين وي                            | ميسا إجوشي تامارين هندلر             | إريكا سما وانغ كيانغ هو يويي هسو وين-هسين                                |
| 29 أغسطس | 2011 سيكشو تشالنج أوبن تسوكوبا، إيبراكي، اليابان ملعب صلب $25٬000 فردي – زوجي                      | تشان تشين وي هسو وين-هسين 6–1، 6–1                           | كم سو جونغ إريكا تاكاو                  | ميسا إجوشي تامارين هندلر             | إريكا سما وانغ كيانغ هو يويي هسو وين-هسين                                |
| 29 أغسطس | سانريمو، إيطاليا ملعب ترابي $10،000 جدول المباريات الفردية – جدول المباريات الزوجية                | كارولينا بيلوت 6–3، 6–3                                      | ستيفانيا تشيبا                          | بينيديتا دافاتوفيتو فدريكا كويرتشا   | كاميلا روساتيلو فالنتين كونفالونييري أماندين هيس جورجيا بريشيا           |
| 29 أغسطس | سانريمو، إيطاليا ملعب ترابي $10،000 جدول المباريات الفردية – جدول المباريات الزوجية                | بينيديتا دافاتوفيتو كاميلا روساتيلو 6–2، 6–4                 | فرانسيسكا غاريغليو غيورغيا ماركيتي      | بينيديتا دافاتوفيتو فدريكا كويرتشا   | كاميلا روساتيلو فالنتين كونفالونييري أماندين هيس جورجيا بريشيا           |
| 29 أغسطس | أوسييك، كرواتيا ملعب ترابي $10،000 جدول المباريات الفردية – جدول المباريات الزوجية                 | بيترا شونيك 4–6، 6–0، 6–2                                    | باربورا كرجتشيكوفا                      | يوفانا ياكشيتش جوليا ستاماتوفا       | مونيكا ستانيكوفا مونيكا توموفا فاسيليزا بولجاكوفا سيلفيا نجيريتش         |
| 29 أغسطس | أوسييك، كرواتيا ملعب ترابي $10،000 جدول المباريات الفردية – جدول المباريات الزوجية                 | أنيتا دفوراكوفا باربورا كرجتشيكوفا 7–5، 6–2                  | ديانا بوجولي ألينا تاراسوفا             | يوفانا ياكشيتش جوليا ستاماتوفا       | مونيكا ستانيكوفا مونيكا توموفا فاسيليزا بولجاكوفا سيلفيا نجيريتش         |
| 29 أغسطس | أبلدورن (بلدية)، هولندا ملعب ترابي 10،000 دولار جدول المباريات الفردية – جدول المباريات الزوجية    | ميرتل جورج 7–5، 6–4                                          | ليسلي كيرخوف                            | أليسون فان يوتفانخ إيفا واكانو       | ألبينا خابيبولينا ساندرا مارتينوفيتش لو جياجينغ لو جيا شيانغ             |
| 29 أغسطس | أبلدورن (بلدية)، هولندا ملعب ترابي 10،000 دولار جدول المباريات الفردية – جدول المباريات الزوجية    | كيم كيلسدونك نيكوليت فان أوتيرت 6–4، 6–0                     | لو جيا شيانغ لو جياجينغ                 | أليسون فان يوتفانخ إيفا واكانو       | ألبينا خابيبولينا ساندرا مارتينوفيتش لو جياجينغ لو جيا شيانغ             |
| 29 أغسطس | ترينباخ، سويسرا ملعب ترابي 10،000 دولار جدول المباريات الفردية – جدول المباريات الزوجية            | كاترينا فانكوفا 6–3، 6–2                                     | كريستينا شاكوفيتس                       | فيرونيكا سيب بيرمت دوفاناييفا        | كاتيرينا كرامبيروفا سينا كايزر سيلين كاتانيو كارولين دانيلز              |
| 29 أغسطس | ترينباخ، سويسرا ملعب ترابي 10،000 دولار جدول المباريات الفردية – جدول المباريات الزوجية            | زينيا كنول كريستينا شاكوفيتس 6–3، 7–6(7–5)                   | ماريسا جيانوتي كاتيرينا كرامبيروفا      | فيرونيكا سيب بيرمت دوفاناييفا        | كاتيرينا كرامبيروفا سينا كايزر سيلين كاتانيو كارولين دانيلز              |
| 29 أغسطس | يونغوول، كوريا الجنوبية ملعب صلب $10،000 جدول المباريات الفردية – جدول المباريات الزوجية           | يو مي 6–1، 6–3                                               | لي هوا تشن                              | تشان وينغ ياو هونج سيونغ يون         | لي بي تشي كيم سونغ جونغ كيم جي يونغ لي سي جين                            |
| 29 أغسطس | يونغوول، كوريا الجنوبية ملعب صلب $10،000 جدول المباريات الفردية – جدول المباريات الزوجية           | كيم جي يونغ يو مي 6–2، 6–4                                   | كيم هاي سونغ كيم جو إيون                | تشان وينغ ياو هونج سيونغ يون         | لي بي تشي كيم سونغ جونغ كيم جي يونغ لي سي جين                            |
| 29 أغسطس | 2011 ساراييفو لايديز أوبن سراييفو، البوسنة والهرسك ملعب ترابي $25،000 فردي – زوجي                  | أني ميجاتشيكا 6–1، 3–6، 6–4                                  | فلورنسيا مولينيرو                       | كاتارزينا كاوا دانكا كوفينتش         | جوليا كوهين تيريزا مردجا مارينا أبراموفيتش (تنس) ناستاسيا بيرنيت         |
| 29 أغسطس | 2011 ساراييفو لايديز أوبن سراييفو، البوسنة والهرسك ملعب ترابي $25،000 فردي – زوجي                  | مارينا أبراموفيتش (تنس) آنا فرلجيتش 5–7، 7–6(7–3)، [10–4]    | ماريا جواو كوهلر فلورنسيا مولينيرو      | كاتارزينا كاوا دانكا كوفينتش         | جوليا كوهين تيريزا مردجا مارينا أبراموفيتش (تنس) ناستاسيا بيرنيت         |

## سبتمبر
| الأسبوع   | البطولة                                                                                                 | الفائزات                                                      | الوصيفات                                     | المتأهلات لنصف النهائي                    | المتأهلات لربع النهائي                                                     |
| --------- | --- | ------------------------------------------------------------- | -------------------------------------------- | ----------------------------------------- | -------------------------------------------------------------------------- |
| 5 سبتمبر  | 2011 Torneo Internazionale Regione Piemonte بييلا، إيطاليا ملعب ترابي $100٬000 Singles – Doubles        | ألكساندرا كادانتسو 4–6، 3–6                                   | ماريانا دوكي                                 | كايا كانيبي مارجاليتا تشاخناشفيلي         | كارين كناب باتريسيا ماير أخلايتنر شارون فيشمان لورا بوس تيو                |
| 5 سبتمبر  | 2011 Torneo Internazionale Regione Piemonte بييلا، إيطاليا ملعب ترابي $100٬000 Singles – Doubles        | لارا أروابارينا يكاترينا إيفانوفا 3–6، 0–6، [3–10]            | جانيت هوساروفا ريناتا فوراكوفا               | كايا كانيبي مارجاليتا تشاخناشفيلي         | كارين كناب باتريسيا ماير أخلايتنر شارون فيشمان لورا بوس تيو                |
| 5 سبتمبر  | 2011 Saransk Cup سارانسك، روسيا ملعب ترابي $50٬000 Singles – Doubles                                    | ألكسندرا بانوفا 0–6، 2–6                                      | مارينا ميلنيكوفا                             | فيرونيكا كابشاي ميهايلا بوزارنيسكو        | أناستازيا بيفوفاروفا فيكتوريا كان فاليريا سولوفيفا أناستاسيا فاسيليفا      |
| 5 سبتمبر  | 2011 Saransk Cup سارانسك، روسيا ملعب ترابي $50٬000 Singles – Doubles                                    | ميهايلا بوزارنيسكو تيودورا ميرسك 1–6، 3–6                     | إيفا هردينوفا فيرونيكا كابشاي                | فيرونيكا كابشاي ميهايلا بوزارنيسكو        | أناستازيا بيفوفاروفا فيكتوريا كان فاليريا سولوفيفا أناستاسيا فاسيليفا      |
| 5 سبتمبر  | 2011 تيان إنترناشونال ألفن آن دن راين، هولندا ملعب ترابي 25٬000 دولار فردي – زوجي                       | ستيفاني فوجت 2–6، 4–6                                         | كاتارزينا بيتر                               | أنجيليك فان دير ميت سيفرين بريمون بيلترام | كسينيا كيريلوفا أندريا غاميز كارينا ويثوفت إيفا فرنانديز بروجوز            |
| 5 سبتمبر  | 2011 تيان إنترناشونال ألفن آن دن راين، هولندا ملعب ترابي 25٬000 دولار فردي – زوجي                       | ديانا بوزيان دانييلي هارمزن 6–2، 7–6(7–4)، [9–11]             | كاتارزينا بيتر باربرا سوباسكيفيتش            | أنجيليك فان دير ميت سيفرين بريمون بيلترام | كسينيا كيريلوفا أندريا غاميز كارينا ويثوفت إيفا فرنانديز بروجوز            |
| 5 سبتمبر  | بودغوريتسا، الجبل الأسود ملعب ترابي 25٬000 دولار فردي – زوجي                                            | باولا أورمايتشيا 1–6، 1–6                                     | دانكا كوفينتش                                | مارينا أبراموفيتش (تنس) فلورنسيا مولينيرو | كارولينا نواك ديانا مارسنكفيتشا تيميا بابوش غاربيني موغوروزا               |
| 5 سبتمبر  | بودغوريتسا، الجبل الأسود ملعب ترابي 25٬000 دولار فردي – زوجي                                            | كورينا دينتوني فلورنسيا مولينيرو 6–4، 5–7، [10–5]             | دانكا كوفينتش دانيكا كرستايتش                | مارينا أبراموفيتش (تنس) فلورنسيا مولينيرو | كارولينا نواك ديانا مارسنكفيتشا تيميا بابوش غاربيني موغوروزا               |
| 5 سبتمبر  | أليس سبرينغز، أستراليا ملعب صلب $25،000 Singles – Doubles                                               | أوليفيا روجوفسكا 7–5، 7–5                                     | إيزابيلا هولاند                              | سالي بيرز أكيكو أوميا                     | كيرين شلومو ستورم ساندرز ميلاني ساوث تامي باترسون                          |
| 5 سبتمبر  | أليس سبرينغز، أستراليا ملعب صلب $25،000 Singles – Doubles                                               | ماريا فرناندا ألفيس سامانثا موراي 3–6، 7–5، [10–3]            | بروك ريشبيث ستورم ساندرز                     | سالي بيرز أكيكو أوميا                     | كيرين شلومو ستورم ساندرز ميلاني ساوث تامي باترسون                          |
| 5 سبتمبر  | نوتو (اليابان)، اليابان سجادة $25،000 Singles – Doubles                                                 | تامارين هندلر 7–6(7–4)، 6–1                                   | ميسا إجوشي                                   | إريكا تاكاو فاراتشايا وونجتينتشاي         | إيكو ناكامورا أيومي أوكا كاناي هيسامي ساتشي إيشيزو                         |
| 5 سبتمبر  | نوتو (اليابان)، اليابان سجادة $25،000 Singles – Doubles                                                 | كاناي هيسامي فاراتشايا وونجتينتشاي 1–6، 7–6(7–4)، [14–12]     | ناتسومي هامامورا أيومي أوكا                  | إريكا تاكاو فاراتشايا وونجتينتشاي         | إيكو ناكامورا أيومي أوكا كاناي هيسامي ساتشي إيشيزو                         |
| 5 سبتمبر  | أنطاليا، تركيا ملعب صلب $10،000 جدول المباريات الفردية – جدول المباريات الزوجية                         | تشيه-يو هسو 6–4، 6–0                                          | كريستينا شاكوفيتس                            | لوسيا بوتكوفسكا ناتيلا دزالاميدزه         | ساشا خابيبولينا هيليا إيسن ألكسندرا رومانوفا آنا بوغدان                    |
| 5 سبتمبر  | أنطاليا، تركيا ملعب صلب $10،000 جدول المباريات الفردية – جدول المباريات الزوجية                         | هيليا إيسن لوتفيه إيسن 7–5، 7–5                               | ماغالي دي لاتر كريستينا شاكوفيتس             | لوسيا بوتكوفسكا ناتيلا دزالاميدزه         | ساشا خابيبولينا هيليا إيسن ألكسندرا رومانوفا آنا بوغدان                    |
| 5 سبتمبر  | مدريد، إسبانيا ملعب صلب $10،000 جدول المباريات الفردية – جدول المباريات الزوجية                         | جوانا كونتا 6–2، 6–1                                          | لوسي براون                                   | ليزا ويبورن روسيو دي لا توري سانشيز       | لوسيا سيرفيرا فاسكويز كارولينا براتس ميان جيد ويندلي ستيفانيا فادابيني     |
| 5 سبتمبر  | مدريد، إسبانيا ملعب صلب $10،000 جدول المباريات الفردية – جدول المباريات الزوجية                         | آنا فيتزباتريك جيد ويندلي 0–6، 6–1، [10–8]                    | روسيو دي لا توري سانشيز جورجينا غارسيا بيريز | ليزا ويبورن روسيو دي لا توري سانشيز       | لوسيا سيرفيرا فاسكويز كارولينا براتس ميان جيد ويندلي ستيفانيا فادابيني     |
| 5 سبتمبر  | كازالي مونفيراتو، إيطاليا ملعب ترابي $10،000 جدول المباريات الفردية – جدول المباريات الزوجية            | بيانكا بوتو 6–2، 6–1                                          | إيريكا زانتشيتا                              | كيارا ميندو ليزا ماريا موزر               | جوليا باسيني أماندين هيس تيريزا مارتينكوفا سيندي برغر                      |
| 5 سبتمبر  | كازالي مونفيراتو، إيطاليا ملعب ترابي $10،000 جدول المباريات الفردية – جدول المباريات الزوجية            | جوليا غابا إيرينا سميرنوفا 6–1، 6–3                           | مورغان بونس أليس تيسيت                       | كيارا ميندو ليزا ماريا موزر               | جوليا باسيني أماندين هيس تيريزا مارتينكوفا سيندي برغر                      |
| 5 سبتمبر  | يونغوول، كوريا الجنوبية ملعب صلب $10،000 جدول المباريات الفردية – جدول المباريات الزوجية                | فنيز تشان 6–2، 6–3                                            | يوان يوي                                     | كيم سون جونغ كيم جو يون                   | هان نا لاي هونج سيونغ يون يا هيوجونغ هونج هيون هي                          |
| 5 سبتمبر  | يونغوول، كوريا الجنوبية ملعب صلب $10،000 جدول المباريات الفردية – جدول المباريات الزوجية                | كيم جي يونغ كيم جين هي 6–1، 6–1                               | لي هوا تشين لي بي تشي                        | كيم سون جونغ كيم جو يون                   | هان نا لاي هونج سيونغ يون يا هيوجونغ هونج هيون هي                          |
| 5 سبتمبر  | ميتيليني، اليونان ملعب صلب $10،000 جدول المباريات الفردية – جدول المباريات الزوجية                      | دينيز خزانيك 6–4، 7–5                                         | أوفري لانكري                                 | ماريا سكاري نوريا باريزاس دياز            | زيمينا هيرموسو لورا شايدر نيكولا جورج بياتريز موراليس هيرنانديز            |
| 5 سبتمبر  | ميتيليني، اليونان ملعب صلب $10،000 جدول المباريات الفردية – جدول المباريات الزوجية                      | مارتينا كاتشيوتي ماريا ماسيني 3–6، 6–0، [10–2]                | رونا لافييان إيكاترينا تور                   | ماريا سكاري نوريا باريزاس دياز            | زيمينا هيرموسو لورا شايدر نيكولا جورج بياتريز موراليس هيرنانديز            |
| 21 سبتمبر | 2011 نينغبو تشالنجر نينغبو، الصين ملعب صلب $100،000+H فردي – زوجي                                       | أناستاسيا ياكيموفا 6–7(3–7)، 3–6                              | إريكا سما                                    | شو يفيان ستيفاني فورتز جاكون              | هو يوييو تشانغ كاي تشن تتيانا لوزانسكا إيكو ناكامورا                       |
| 21 سبتمبر | 2011 نينغبو تشالنجر نينغبو، الصين ملعب صلب $100،000+H فردي – زوجي                                       | تتيانا لوزانسكا تشينغ سيساي 4–6، 7–5، [4–10]                  | تشان تشين وي هان زينيون                      | شو يفيان ستيفاني فورتز جاكون              | هو يوييو تشانغ كاي تشن تتيانا لوزانسكا إيكو ناكامورا                       |
| 21 سبتمبر | 2011 كأس أليانز صوفيا، بلغاريا ملعب ترابي $100،000 فردي – زوجي                                          | سيلفيا سولير إسبينوزا 6–2، 6–6، اعتزل.                        | رومينا أوبراندي                              | ألكسندرا كادانتسو ماتيلد يوهانسون         | جوانا لارسون (تنس) ماريانا دوكي أليز كورنيه أندريا ميتو                    |
| 21 سبتمبر | 2011 كأس أليانز صوفيا، بلغاريا ملعب ترابي $100،000 فردي – زوجي                                          | نينا براتشيكوفا داريا جوراك 4–6، 5–7                          | ألكسندرا كادانتسو إيوانا رالوكا أولارو       | ألكسندرا كادانتسو ماتيلد يوهانسون         | جوانا لارسون (تنس) ماريانا دوكي أليز كورنيه أندريا ميتو                    |
| 21 سبتمبر | 2011 زغرب ليديز أوبن زغرب، كرواتيا ملعب ترابي $50،000+H فردي – زوجي                                     | Дая Эфтимова 6–2، 6–2                                         | Анастасия Пивоварова                         | بيبيان ويجيرس ميهايلا بوزارنيسكو          | كريستينا بارويس كاتالين ماروسي كورينا دينتوني أني ميجاتشيكا                |
| 21 سبتمبر | 2011 زغرب ليديز أوبن زغرب، كرواتيا ملعب ترابي $50،000+H فردي – زوجي                                     | ماريا جواو كوهلر كاتالين ماروسي 6–0، 6–3                      | مارينا أبراموفيتش (تنس) ميهايلا بوزارنيسكو   | بيبيان ويجيرس ميهايلا بوزارنيسكو          | كريستينا بارويس كاتالين ماروسي كورينا دينتوني أني ميجاتشيكا                |
| 21 سبتمبر | مون دو مارسان، فرنسا ملعب ترابي $25،000 Singles – Doubles                                               | بيانكا بوتو 6–2، 6–4                                          | لورا ثورب                                    | باتريتسيا ساندوسكا كوني بيرين             | أليز ليم سيلين كاتانيو كارولينا نواك ديسبينا باباميتشايل                   |
| 21 سبتمبر | مون دو مارسان، فرنسا ملعب ترابي $25،000 Singles – Doubles                                               | كارولينا نواك كوني بيرين 2–6، 6–2، [10–7]                     | سيلين كاتانيو ناتاليا أورلوفا                | باتريتسيا ساندوسكا كوني بيرين             | أليز ليم سيلين كاتانيو كارولينا نواك ديسبينا باباميتشايل                   |
| 21 سبتمبر | روتردام، هولندا ملعب ترابي $25،000 Singles – Doubles                                                    | ديناه بفيزينماير 3–6، 6–1، 6–1                                | ستيفاني فوجت                                 | لينا ستانتشيوتي ريتشل هوجينكامب           | كاتارزينا بيتر كريستينا دينو رومانا تاباك صوفيا كوفاليتس                   |
| 21 سبتمبر | روتردام، هولندا ملعب ترابي $25،000 Singles – Doubles                                                    | ليون ميكل أنوك تيجو 6–4، 7–5                                  | آنا كلارا دوارتي فيفيان سغنيني               | لينا ستانتشيوتي ريتشل هوجينكامب           | كاتارزينا بيتر كريستينا دينو رومانا تاباك صوفيا كوفاليتس                   |
| 21 سبتمبر | ردينغ (كاليفورنيا)، الولايات المتحدة ملعب صلب $25،000 Singles – Doubles                                 | جوليا بوسوروب 6–4، 2–6، 6–3                                   | أولغا بوتشكوفا                               | يوليانا ليزارازو آلي ويل                  | كاميلا جيورجي ياسمين شناك لورين ديفيس كرامي نارا                           |
| 21 سبتمبر | ردينغ (كاليفورنيا)، الولايات المتحدة ملعب صلب $25،000 Singles – Doubles                                 | ماريا سانشيز ياسمين شناك 7–6(7–2)، 4–6، [10–7]                | بريتني أوغسطين ويتني جونز                    | يوليانا ليزارازو آلي ويل                  | كاميلا جيورجي ياسمين شناك لورين ديفيس كرامي نارا                           |
| 21 سبتمبر | كيرنز (ولاية كوينزلاند)، أستراليا ملعب صلب $25،000 Singles – Doubles                                    | كاسي ديلاكوا 6–4، 7–6(7–3)                                    | ساندرا زانيوسكا                              | أيو فاني دماينتي جيسي رومبيس              | ماريا فرناندا ألفيس إيزابيلا هولاند أزرا هاجيتش بوجانا بوبوسيك             |
| 21 سبتمبر | كيرنز (ولاية كوينزلاند)، أستراليا ملعب صلب $25،000 Singles – Doubles                                    | أيو فاني دماينتي جيسي رومبيس 6–3، 6–3                         | ماريا فرناندا ألفيس سامانثا موراي            | أيو فاني دماينتي جيسي رومبيس              | ماريا فرناندا ألفيس إيزابيلا هولاند أزرا هاجيتش بوجانا بوبوسيك             |
| 21 سبتمبر | كيوتو، اليابان سجاد $10،000 جدول المباريات الفردية – جدول المباريات الزوجية                             | كازوسا إيتو 6–3، 3–6، 6–4                                     | أكيكو يونيمورا                               | أكي ياماسوتو ماكيهو كوزاوا                | ميهارو إيمانيشي ساكيكو شيميزو أيومي أوكا كاناي هيسامي                      |
| 21 سبتمبر | كيوتو، اليابان سجاد $10،000 جدول المباريات الفردية – جدول المباريات الزوجية                             | ميو كاتو ريكو ساوياناجي 6–4، 7–6(7–5)                         | كازوسا إيتو توموكو تايرا                     | أكي ياماسوتو ماكيهو كوزاوا                | ميهارو إيمانيشي ساكيكو شيميزو أيومي أوكا كاناي هيسامي                      |
| 21 سبتمبر | ساو جوزيه دوس كامبوس، البرازيل ملعب ترابي $10،000 جدول المباريات الفردية – جدول المباريات الزوجية       | ماريا إيروغيين 6–0، 6–0                                       | كارولينا زيبالوس                             | كارلا لوسيرو ناتالي كوراتا                | إيزابيلا روببياني إدواردا بياي غوادالوبي بيريز روجاس ناتاليا روسي          |
| 21 سبتمبر | ساو جوزيه دوس كامبوس، البرازيل ملعب ترابي $10،000 جدول المباريات الفردية – جدول المباريات الزوجية       | فلافيا ديشاندت أراوجو لورا بيجوسي 3–6، 7–5، [10–8]            | ماريا إيروغيين كارلا لوسيرو                  | كارلا لوسيرو ناتالي كوراتا                | إيزابيلا روببياني إدواردا بياي غوادالوبي بيريز روجاس ناتاليا روسي          |
| 21 سبتمبر | لاردة، إسبانيا ملعب ترابي $10،000 جدول المباريات الفردية – جدول المباريات الزوجية                       | فيكتوريا غولوبيتش 6–1، 7–6(7–5)                               | لوسيا سيرفرا فازكيز                          | بولا موسيتي تلامانتيس يفون كافالي رايمرز  | روثيو دي لا توري سانشيز أوغوستينا ليبور تشانغ نانان كارولينا براتس مييان   |
| 21 سبتمبر | لاردة، إسبانيا ملعب ترابي $10،000 جدول المباريات الفردية – جدول المباريات الزوجية                       | يفون كافالي رايمرز إيزابيل رابيساردا كالفو 6–2، 7–6(7–5)      | أرابيلا فرنانديز رابينير فيكتوريا غولوبيتش   | بولا موسيتي تلامانتيس يفون كافالي رايمرز  | روثيو دي لا توري سانشيز أوغوستينا ليبور تشانغ نانان كارولينا براتس مييان   |
| 21 سبتمبر | أنطاليا، تركيا ملعب صلب $10،000 جدول المباريات الفردية – جدول المباريات الزوجية                         | نيكولا فرانكوفا 6–4، 6–3                                      | فرانسيسكا ستيفنسون                           | ميليس سيزر آنا بوغدان                     | ساشا خابيبولينا شيه-يو هسو ناتيلا دزالاميدزه باشاك إرايدن                  |
| 21 سبتمبر | أنطاليا، تركيا ملعب صلب $10،000 جدول المباريات الفردية – جدول المباريات الزوجية                         | لوسيا بوتكوفسكا شيه-يو هسو 6–2، 6–2                           | خريستينا كازيموفا ساشا خابيبولينا            | ميليس سيزر آنا بوغدان                     | ساشا خابيبولينا شيه-يو هسو ناتيلا دزالاميدزه باشاك إرايدن                  |
| 21 سبتمبر | تبليسي، جورجيا ملعب ترابي $10،000 جدول المباريات الفردية – جدول المباريات الزوجية                       | تاتيا ميكادزي 6–0، 6–2                                        | صوفيا كفاتسابايا                             | بولينا مونوفا آني أميراغيان               | مارينا زانيفسكا نادييا كولب ألينا فيسيل مايا كاتسيتادزه                    |
| 21 سبتمبر | تبليسي، جورجيا ملعب ترابي $10،000 جدول المباريات الفردية – جدول المباريات الزوجية                       | صوفيا كفاتسابايا تاتيا ميكادزي 6–1، 6–3                       | أناستاسيا برنكو فيكتوريا يمليانافا           | بولينا مونوفا آني أميراغيان               | مارينا زانيفسكا نادييا كولب ألينا فيسيل مايا كاتسيتادزه                    |
| 21 سبتمبر | 2011 سيف كاب ميستري، إيطاليا ملعب ترابي $50،000 فردي – زوجي                                             | منى بارثل 7–5، 6–2                                            | غاربيني موغوروزا                             | ساندرا زاهلافوفا تيريزا مردجا             | آنا فلوريس مارجاليتا تشاخناشفيلي إيكاترينا إيفانوفا ريناتا فوراكوفا        |
| 21 سبتمبر | 2011 سيف كاب ميستري، إيطاليا ملعب ترابي $50،000 فردي – زوجي                                             | فالنتينا إيفاكنينكو مارينا ميلنيكوفا 6–4، 7–5                 | تيميا بابوش ماجدا لينيت                      | ساندرا زاهلافوفا تيريزا مردجا             | آنا فلوريس مارجاليتا تشاخناشفيلي إيكاترينا إيفانوفا ريناتا فوراكوفا        |
| 21 سبتمبر | ليمين ماركوبولو (أتيكي)، اليونان ملعب صلب $10،000 جدول المباريات الفردية – جدول المباريات الزوجية       | زيمينا هيرموسو 4–6، 6–4، 6–2                                  | أوفري لانكري                                 | دينيز خزانيك ستيفاني شيموني               | أغني ستيفانو نوريا باريزاس دياز مارينا كاتشيوتي ماريا سكاري                |
| 21 سبتمبر | ليمين ماركوبولو (أتيكي)، اليونان ملعب صلب $10،000 جدول المباريات الفردية – جدول المباريات الزوجية       | ناتاليا سيدلسكا سيلفيا زاغورسكا 6–4، 6–0                      | فيرونيكا دوماجالا ناتاليا كولات              | دينيز خزانيك ستيفاني شيموني               | أغني ستيفانو نوريا باريزاس دياز مارينا كاتشيوتي ماريا سكاري                |
| 19 سبتمبر | 2011 أوبن جي دي إف سويز دي بريتاني سان مالو، فرنسا ملعب ترابي $100،000+H فردي – زوجي                    | سورانا كريستيا 6–2، 6–2                                       | سيلفيا سولير إسبينوزا                        | ستيفاني فوجيلي ماتيلد يوهانسون            | لوسي هراديكا لورا بوس تيو كيكي بيرتينس جوانا لارسون (تنس)                  |
| 19 سبتمبر | 2011 أوبن جي دي إف سويز دي بريتاني سان مالو، فرنسا ملعب ترابي $100،000+H فردي – زوجي                    | جوانا لارسون (تنس) جازمين ووهر 6–4، 6–2                       | نينا براتشيكوفا داريا جوراك                  | ستيفاني فوجيلي ماتيلد يوهانسون            | لوسي هراديكا لورا بوس تيو كيكي بيرتينس جوانا لارسون (تنس)                  |
| 19 سبتمبر | 2011 كولمان فيجن لتنس السيدات ألباكركي، الولايات المتحدة ملعب صلب $75،000 فردي – زوجي                   | ريجينا كولكوفا 7–5، 6–3                                       | آنا تاتيشفيلي                                | ألكسندرا فوزنياك إيدينا جالوفيتس هول      | لورين ديفيس كاميلا جيورجي ميرجانا لوسيتش أماندا فينك                       |
| 19 سبتمبر | 2011 كولمان فيجن لتنس السيدات ألباكركي، الولايات المتحدة ملعب صلب $75،000 فردي – زوجي                   | أليكسا جلاتش آسيا محمد 4–6، 6–3، [10–2]                       | غريس مين ميلاني أودين                        | ألكسندرا فوزنياك إيدينا جالوفيتس هول      | لورين ديفيس كاميلا جيورجي ميرجانا لوسيتش أماندا فينك                       |
| 19 سبتمبر | 2011 إيجون GB برو سيريز شروزبري شروزبري (المملكة المتحدة)، المملكة المتحدة ملعب صلب $75،000 فردي – زوجي | منى بارثل 6–0، 6–3                                            | هيذر واتسون                                  | إيكاترينا بيشكوفا آنيكا بيك               | آن كيوثافونج تاتيانا مالك فيتاليا دياتشينكو نايومي برودي                   |
| 19 سبتمبر | 2011 إيجون GB برو سيريز شروزبري شروزبري (المملكة المتحدة)، المملكة المتحدة ملعب صلب $75،000 فردي – زوجي | ماريا جواو كوهلر كاتالين ماروسي 7–6(7–3)، 6–1                 | أماندا إليوت جوانا كونتا                     | إيكاترينا بيشكوفا آنيكا بيك               | آن كيوثافونج تاتيانا مالك فيتاليا دياتشينكو نايومي برودي                   |
| 19 سبتمبر | فدجة، إيطاليا ملعب ترابي $25،000 فردي – زوجي                                                            | باولا أورمايتشيا 6–4، 6–4                                     | ريناتا فوراكوفا                              | ليتيسيا كوستاس ريتشل هوجينكامب            | آنا ريمندينا آنا فلوريس فلورنسيا مولينيرو لينا ستانشيوتي                   |
| 19 سبتمبر | فدجة، إيطاليا ملعب ترابي $25،000 فردي – زوجي                                                            | جانيت هوساروفا ريناتا فوراكوفا 6–1، 6–2                       | ليتيسيا كوستاس إينيس فيرير سواريز            | ليتيسيا كوستاس ريتشل هوجينكامب            | آنا ريمندينا آنا فلوريس فلورنسيا مولينيرو لينا ستانشيوتي                   |
| 19 سبتمبر | داروين (الإقليم الشمالي)، أستراليا ملعب صلب $25،000 فردي – زوجي                                         | كاسي ديلاكوا 6–1، 6–2                                         | أكيكو أوميي                                  | أوليفيا روجوفسكا بوجانا بوبوسيك           | جوان تينغ-في بيمرا أوزجن لينا ليتفاك إيزابيلا هولاند                       |
| 19 سبتمبر | داروين (الإقليم الشمالي)، أستراليا ملعب صلب $25،000 فردي – زوجي                                         | ماريا فرناندا ألفيس سامانثا موراي 6–4، 6–2                    | ستيفاني بينجسون تايرا كالدروود               | أوليفيا روجوفسكا بوجانا بوبوسيك           | جوان تينغ-في بيمرا أوزجن لينا ليتفاك إيزابيلا هولاند                       |
| 19 سبتمبر | أضنة، تركيا ملعب صلب $10،000 جدول المباريات الفردية – جدول المباريات الزوجية                            | تشيه-يو هسو 6–0، 7–5                                          | نيكولا فرانكوفا                              | هيوليا إيسين ميليس سيزر                   | يانينا دارشينا كاميلا كيريمبايفا كريستينا كازيموفا جوليا ساموسيفا          |
| 19 سبتمبر | أضنة، تركيا ملعب صلب $10،000 جدول المباريات الفردية – جدول المباريات الزوجية                            | نيكولا فرانكوفا تشيه-يو هسو 7–6(7–4)، 6–4                     | هيوليا إيسين لوتفيي إيسين                    | هيوليا إيسين ميليس سيزر                   | يانينا دارشينا كاميلا كيريمبايفا كريستينا كازيموفا جوليا ساموسيفا          |
| 19 سبتمبر | مدريد، إسبانيا ملعب صلب $10،000 جدول المباريات الفردية – جدول المباريات الزوجية                         | روثيو دي لا توري سانشيز 4–6، 6–2، 7–5                         | جوليا ماير                                   | إيفلين ماير جورجينا غارسيا بيريز          | ساندرا مارتينوفيتش ليو تشانغ روشاليا ألدا أولغا سآيز لارا                  |
| 19 سبتمبر | مدريد، إسبانيا ملعب صلب $10،000 جدول المباريات الفردية – جدول المباريات الزوجية                         | إيفلين ماير جوليا ماير 6–1، 6–4                               | روكيو دي لا توري سانشيز جورجينا غارسيا بيريز | إيفلين ماير جورجينا غارسيا بيريز          | ساندرا مارتينوفيتش ليو تشانغ روشاليا ألدا أولغا سآيز لارا                  |
| 19 سبتمبر | إسبينيو، البرتغال ملعب ترابي $10،000 جدول المباريات الفردية – جدول المباريات الزوجية                    | جيسيكا جينيير 7–5، 6–2                                        | مورجان بونس                                  | كارولين دانيلز أليس تيسيت                 | كوستانزا ميكي شيلا سولسونا كاركاسونا مارجريدا مورا باربارا لوز             |
| 19 سبتمبر | إسبينيو، البرتغال ملعب ترابي $10،000 جدول المباريات الفردية – جدول المباريات الزوجية                    | كارولين دانيلز كارولينا نواك 6–3، 6–0                         | باربارا لوز شيلا سولسونا كاركاسونا           | كارولين دانيلز أليس تيسيت                 | كوستانزا ميكي شيلا سولسونا كاركاسونا مارجريدا مورا باربارا لوز             |
| 19 سبتمبر | ساو باولو، البرازيل ملعب ترابي $10،000 جدول المباريات الفردية – جدول المباريات الزوجية                  | ماريا إيروغيين 6–2، 6–3                                       | كارلا لوسيرو                                 | سيسيليا كوستا ميلغار كارولينا زيبالوس     | إدواردا بياي ليز تاتياني كوهلر بوغارين ناثالي كوراتا آنا صوفيا سانشيز      |
| 19 سبتمبر | ساو باولو، البرازيل ملعب ترابي $10،000 جدول المباريات الفردية – جدول المباريات الزوجية                  | ماريا إيروغيين كارلا لوكيرو 7–6(12–10)، 6–4                   | غابرييلا سي فلافيا غويمارايز بوينو           | سيسيليا كوستا ميلغار كارولينا زيبالوس     | إدواردا بياي ليز تاتياني كوهلر بوغارين ناثالي كوراتا آنا صوفيا سانشيز      |
| 19 سبتمبر | أثينا، اليونان ملعب ترابي $10،000 جدول المباريات الفردية – جدول المباريات الزوجية                       | دينيز خزانيك 1–6، 6–3، 6–3                                    | ماريا سكاري                                  | مارينا كاتشار سيلفيا زاغورسكا             | أغني ستيفانو إيفون نويورث ديسبينا فوغاساري نوريا باريزاس دياز              |
| 19 سبتمبر | أثينا، اليونان ملعب ترابي $10،000 جدول المباريات الفردية – جدول المباريات الزوجية                       | فاندا لوكاش كريستينا شاكوفيتس 6–3، 6–2                        | ناتاليا سيدليسكا سيلفيا زاغورسكا             | مارينا كاتشار سيلفيا زاغورسكا             | أغني ستيفانو إيفون نويورث ديسبينا فوغاساري نوريا باريزاس دياز              |
| 19 سبتمبر | تبليسي، جورجيا ملعب ترابي $25،000 فردي – زوجي                                                           | لسيا تسورينكو 7–6(7–3)، 6–3                                   | ريكا-لوسا ياني                               | جوليا كوهين إيلينا بوغدان                 | إيرينا خروماتشيفا أندريا كوخ بنفنوتو صوفيا كفاتسابايا إيوانا رالوكا أولارو |
| 19 سبتمبر | تبليسي، جورجيا ملعب ترابي $25،000 فردي – زوجي                                                           | إيرينا بورياتشوك ريكا-لوكا ياني 7–6(7–3)، 6–2                 | إيلينا بوغدان أندريا كوخ بنفنوتو             | جوليا كوهين إيلينا بوغدان                 | إيرينا خروماتشيفا أندريا كوخ بنفنوتو صوفيا كفاتسابايا إيوانا رالوكا أولارو |
| 19 سبتمبر | فارنا (بلغاريا) ملعب ترابي $10،000 جدول المباريات الفردية – جدول المباريات الزوجية                      | رالكا إلينا بلاتون 6–0، 6–1                                   | داليا زافيروفا                               | إيما فلود يونلا-أندريا يوفا               | فيكتوريا توموفا ميكاييلا بويف جوليا ستاماتوفا سابينا لوبو                  |
| 19 سبتمبر | فارنا (بلغاريا) ملعب ترابي $10،000 جدول المباريات الفردية – جدول المباريات الزوجية                      | كاميليا هريستيا رالكا إلينا بلاتون 6–2، 6–3                   | يانا ياندوفا مونيكا توموفا                   | إيما فلود يونلا-أندريا يوفا               | فيكتوريا توموفا ميكاييلا بويف جوليا ستاماتوفا سابينا لوبو                  |
| 26 سبتمبر | 2011 ليكزس لاس فيغاس أوبن لاس فيغاس، الولايات المتحدة ملعب صلب $50،000 فردي – زوجي                      | رومينا أوبراندي 7–6(2–7)، 3–6، 6–7(4–7)                       | أليكسا جلاتش                                 | كرامي نارا ريجينا كولكوفا                 | آلي ويل جيمي هامبتون ماريا سانشيز آنا تاتيشفيلي                            |
| 26 سبتمبر | 2011 ليكزس لاس فيغاس أوبن لاس فيغاس، الولايات المتحدة ملعب صلب $50،000 فردي – زوجي                      | أليكسا جلاتش ماشونا واشنتون 4–6، 2–6                          | فارفارا ليبتشينكو ميلاني أودين               | كرامي نارا ريجينا كولكوفا                 | آلي ويل جيمي هامبتون ماريا سانشيز آنا تاتيشفيلي                            |
| 26 سبتمبر | مدريد، إسبانيا ملعب ترابي $25،000 فردي – زوجي                                                           | ناستاسيا بيرنيت 2–6، 3–6                                      | باولا أورمايتشيا                             | لارا أروابارينا آنا ريموندينا             | إيفا فرنانديز بروجوز ألكساندرينا نايدينوفا ريتشل هوجينكامب كاتالينا بيلا   |
| 26 سبتمبر | مدريد، إسبانيا ملعب ترابي $25،000 فردي – زوجي                                                           | روثيو دي لا توري سانشيز جورجينا غارسيا بيريز 5–7، 6–4، [10–8] | كيكي بيرتينس إلين بويكنس                     | لارا أروابارينا آنا ريموندينا             | إيفا فرنانديز بروجوز ألكساندرينا نايدينوفا ريتشل هوجينكامب كاتالينا بيلا   |
| 26 سبتمبر | كليرمون فيران، فرنسا ملعب صلب $25،000 Singles – Doubles                                                 | أندريا هلافاتشكوفا 6–4، 0–6، 7–6(8–6)                         | تاتيانا مالك                                 | جوانا كونتا فيكتوريا لارير                | جيد ويندلي تارا مور إليتسا كوستوفا آن كيوثافونج                            |
| 26 سبتمبر | كليرمون فيران، فرنسا ملعب صلب $25،000 Singles – Doubles                                                 | ميرفانا يوجيتش سالكيتش آن كيوثافونج 4–6، 6–3، [10–8]          | يكاترينا إيفانوفا كسينيا ليكينا              | جوانا كونتا فيكتوريا لارير                | جيد ويندلي تارا مور إليتسا كوستوفا آن كيوثافونج                            |
| 26 سبتمبر | أنطاليا، تركيا ملعب ترابي $10،000 جدول المباريات الفردية – جدول المباريات الزوجية                       | زوزانا زالابسا 6–1، 7–6(8–6)                                  | هيلدا ميلاندر                                | هوليا إيسن بيانكا هينكو                   | ماتيلدا هاملين جوليا باراسيك تيا فابر سيلا بورزاني                         |
| 26 سبتمبر | أنطاليا، تركيا ملعب ترابي $10،000 جدول المباريات الفردية – جدول المباريات الزوجية                       | هوليا إيسن لوتفيية إيسن 6–4، 6–2                              | كريستينا كازيموفا فرانسيسكا ستيفينسون        | هوليا إيسن بيانكا هينكو                   | ماتيلدا هاملين جوليا باراسيك تيا فابر سيلا بورزاني                         |
| 26 سبتمبر | جزيرة إميليا، الولايات المتحدة ملعب ترابي $10،000 جدول المباريات الفردية – جدول المباريات الزوجية       | ألكسندرا كيك 6–7(5–7)، 6–2، 6–3                               | شالينا شول                                   | تيريزا هلاديكوفا فيديريكا غراتسيوسو       | تايلور تاونسيند كيرستين فلاور شيري لي ماريت بونسترا                        |
| 26 سبتمبر | جزيرة إميليا، الولايات المتحدة ملعب ترابي $10،000 جدول المباريات الفردية – جدول المباريات الزوجية       | جنيفر برادي كندال وودارد 5–7، 6–1، [10–7]                     | إيرين كلارك وين شين                          | تيريزا هلاديكوفا فيديريكا غراتسيوسو       | تايلور تاونسيند كيرستين فلاور شيري لي ماريت بونسترا                        |
| 26 سبتمبر | أوماغ، كرواتيا ملعب ترابي $10،000 جدول المباريات الفردية – جدول المباريات الزوجية                       | تيريزا مردجا 7–6(7–2)، 4–6، 6–2                               | زوزانا زلوشوفا                               | ميلانا شريمو ديانا بانوفيتش               | ناتاليا كوستيتش فارفارا فلينك إيفانا كليبيك كارلا بوبوفيتش                 |
| 26 سبتمبر | أوماغ، كرواتيا ملعب ترابي $10،000 جدول المباريات الفردية – جدول المباريات الزوجية                       | لوسيا بوتكوفسكا ناتاليا كوستيتش 7–5، 3–6، [10–6]              | مارتينا بوريكوفا بترا كرجسوفا                | ميلانا شريمو ديانا بانوفيتش               | ناتاليا كوستيتش فارفارا فلينك إيفانا كليبيك كارلا بوبوفيتش                 |
| 26 سبتمبر | 2011 بطولة تلاوي المفتوحة تلاوي، جورجيا ملعب ترابي $50،000 فردي – زوجي                                  | ألكسندرا بانوفا 4–6، 6–1، 6–1                                 | ألكسندرا كدانتسو                             | إيرينا خروماتشيفا مارجاليتا تشاخناشفيلي   | جوليا كوهين لسيا تسورينكو ميهايلا بوزارنيسكو يانا كابلوفا                  |
| 26 سبتمبر | 2011 بطولة تلاوي المفتوحة تلاوي، جورجيا ملعب ترابي $50،000 فردي – زوجي                                  | إيلينا بوغدان ميهايلا بوزارنيسكو 1–6، 6–1، [10–3]             | إيكاترين جورجودزي أناستازيا جريمالسكا        | إيرينا خروماتشيفا مارجاليتا تشاخناشفيلي   | جوليا كوهين لسيا تسورينكو ميهايلا بوزارنيسكو يانا كابلوفا                  |
| 26 سبتمبر | جاكرتا، إندونيسيا ملعب صلب $25،000 فردي – زوجي                                                          | تامارين هندلر 5–7، 6–4، 6–3                                   | شانيل سيموندز                                | إيرينا بريمون أيو فاني دامايانتي          | لوكسيكا كومخوم نودنيدا لوانجنام تشاو ييجنج فاراتشايا وونجتينتشاي           |
| 26 سبتمبر | جاكرتا، إندونيسيا ملعب صلب $25،000 فردي – زوجي                                                          | نيشا ليرتبيتاكسينتشاي نونجنادا واناسوك 6–4، 6–4               | كاو شاو-يوان تشاو ييجنج                      | إيرينا بريمون أيو فاني دامايانتي          | لوكسيكا كومخوم نودنيدا لوانجنام تشاو ييجنج فاراتشايا وونجتينتشاي           |
| 26 سبتمبر | بلوفديف، بلغاريا ملعب ترابي $10،000 جدول المباريات الفردية – جدول المباريات الزوجية                     | ديناه بفيزينماير 6–4، 6–4                                     | يوفانا ياكسيتش                               | ديانا مارسنكفيتشا ألريكك إيكري            | رالوكا إيلينا بلاتون فيكتوريا توموفا إيما فلود ميكايلا بويف                |
| 26 سبتمبر | بلوفديف، بلغاريا ملعب ترابي $10،000 جدول المباريات الفردية – جدول المباريات الزوجية                     | ديناه بفيزينماير جوليا واتشاتزيك 6–4، 7–5                     | كليليا ميلينا ستيفانيا روبيني                | ديانا مارسنكفيتشا ألريكك إيكري            | رالوكا إيلينا بلاتون فيكتوريا توموفا إيما فلود ميكايلا بويف                |

## الروابط الخارجية
- "10،600 لاعبة، 1135 حدثًا: جولة الاتحاد الدولي لكرة المضرب العالمية للسيدات لعام 2023 بالأرقام". الاتحاد الدولي لكرة المضرب. اطلع عليه بتاريخ 2024-01-02.
- "أجندة جولة الاتحاد الدولي لكرة المضرب العالمية للسيدات". الاتحاد الدولي لكرة المضرب. اطلع عليه بتاريخ 2024-01-02.
- الاتحاد الدولي لكرة المضرب